# Grand Prix automobile d'Europe 1995
Vous lisez un « article de qualité » labellisé en 2022.
GP précédent GP suivant
Le Grand Prix automobile d'Europe 1995 (officiellement appelé en anglais XL Grand Prix of Europe), disputé sur le Nürburgring, à Nürburg en Allemagne, le 1er octobre 1995, est la sixième édition du Grand Prix, le 578e Grand Prix de Formule 1 couru depuis 1950 et la quatorzième manche du championnat 1995. Il s'agit de la première course de Formule 1 sur ce circuit depuis 1985.
La course, de 67 tours, est remportée par Michael Schumacher (Benetton-Renault), parti de la troisième position ; Jean Alesi, sur Ferrari, finit deuxième et David Coulthard (Williams-Renault) se classe troisième après s'être élancé de la pole position. Rubens Barrichello (Jordan-Peugeot), Johnny Herbert (Benetton-Renault) et Eddie Irvine (Jordan-Peugeot) terminent dans les points.
Damon Hill, qui prend le départ depuis la deuxième place, est dépassé par Michael Schumacher au premier tour. Le Britannique reste derrière l'Allemand pendant la majeure partie de la course, avant de perdre son aileron avant à cause d'un accrochage avec Jean Alesi au quarantième tour. Passé par les stands pour faire réparer sa monoplace, il ressort quatrième. Au cinquante-huitième tour, Hill effectue une sortie de piste et abandonne. Alesi semblait avoir course gagnée après s'être élancé en pneus slicks sur une piste encore humide au départ, mais son blocage dans le trafic des pilotes retardataires et une meilleure stratégie ont permis à Michael Schumacher de prendre la tête à trois tours du drapeau à damier.
La victoire de Schumacher lui permet de se maintenir en tête du classement au championnat du monde des pilotes, avec une avance de 27 points sur Damon Hill. À trois épreuves de la fin de la saison, Schumacher n'a besoin que de trois points supplémentaires pour remporter un deuxième titre mondial ; Hill devant impérativement gagner toutes les courses restantes, il s'avoue vaincu tandis que les observateurs estiment que l'Allemand est sûr d'être sacré. Au championnat du monde des constructeurs, Benetton dispose de 20 points d'avance sur Williams.

## Contexte avant le Grand Prix

### Situation du championnat du monde

#### Retour de la Formule 1 au Nürburgring après dix ans d'absence
L'édition 1995 du Grand Prix d'Europe marque le retour du Nürburgring au calendrier du championnat du monde de Formule 1 ; la nouvelle version du circuit, remplaçant la boucle nord de plus de 20 kilomètres n'a été utilisé qu'une seule fois, en 1985, en raison de différends commerciaux impliquant les promoteurs du circuit et du manque de popularité du nouveau tracé.
La réintégration du Nürburgring au calendrier de la Formule 1 est négociée, en 1994, auprès de Bernie Ecclestone par Helmut Kohl. Le chancelier allemand souhaite organiser une deuxième course en Allemagne en plus de l'épreuve qui se tient sur l'Hockenheimring, profitant du regain d'intérêt du public teuton pour cette discipline, permis grâce à la popularité de Michael Schumacher, le champion du monde 1994. Cette opération s'avère rentable pour le grand argentier de la Formule 1 qui peut ainsi vendre aux sponsors de nouveaux espaces publicitaires, ceux-ci ayant tous trouvé preneur lors du premier Grand Prix organisé en Allemagne en juillet 1995.
Les années précédentes, le Grand Prix d'Europe s'était tenu en 1993 à Donington Park au Royaume-Uni, pour pallier l'annulation du Grand Prix d'Asie à Autopolis, puis en 1994 à Jerez en Espagne, remplaçant alors le Grand Prix d'Argentine annulé à la suite du retard pris dans les travaux de rénovation du circuit de Buenos Aires,.
L'épreuve se tient une semaine après le Grand Prix du Portugal et les écuries doivent quitter directement le circuit d'Estoril pour se rendre sur le Nürburgring. Les 93 heures de route séparant les deux circuits ont connu un imprévu qui a bien failli perturber la retransmission télévisée du Grand Prix d'Europe. En effet, un routier conduisant un camion de la Formula One Constructors Association s'endort au volant et rate un virage ; cet accident reste néanmoins sans gravité pour les caméras destinées à être embarquées dans les monoplaces.

#### Classements à l'approche du Grand Prix d'Europe
À l'approche du Grand Prix d'Europe, le pilote Benetton Michael Schumacher, vainqueur de six des treize Grands Prix disputés jusqu'alors, mène le championnat du monde avec 72 points. Son principal rival pour le titre, le pilote Williams Damon Hill a inscrit 55 points, remporté trois victoires et possède 17 points de retard sur l'Allemand. Alors qu'il reste encore 40 points à prendre d'ici la fin de saison, trois autres pilotes sont également en lice pour le championnat : David Coulthard (Williams), troisième avec 39 points, suivi de Johnny Herbert (Benetton) avec 38 points et Jean Alesi (Scuderia Ferrari) avec 34 points,,. Néanmoins, d'après les observateurs, le titre ne devrait pas échapper à l'Allemand. En outre, David Coulthard, en partance pour McLaren Racing, annonce qu'il n'aidera pas son équipier au championnat des pilotes et qu'il n'obéira pas forcément aux consignes d'équipe si l'ordre lui était intimé de laisser passer Hill.
Chez les constructeurs, à l'issue du Grand Prix du Portugal, Benetton occupe la première place avec 100 points, suivie par Williams et Ferrari, encore en lice pour le titre mondial avec 88 et 62 points : il reste en effet 64 points à distribuer (quatre Grands Prix avec 10 points pour le vainqueur et 6 pour le second),.

#### Nouveau format des Grands Prix à partir de 1996
Le samedi, lors du Grand Prix d'Europe, l'ensemble des écuries de Formule 1, à l'exception de Tom Walkinshaw, le directeur de Ligier, et en présence de Roger Penske, le patron de l’écurie d'IndyCar Penske Racing (dont les rumeurs lui prêtent, à tort, un rôle futur à la direction de McLaren), se réunissent autour de Bernie Ecclestone pour changer le format des Grands Prix de Formule 1 à compter de 1996. Les acteurs de la discipline s'accordent sur deux sessions d'essais libres le vendredi, d'une heure chacune, avec une limitation de trente tours dans la journée. Il n'y aura donc plus de séance de qualifications le vendredi. La journée du samedi doit être composée d'une séance libre de 90 minutes le matin, elle aussi limitée à trente tours, puis d'une séance de qualification, organisée l'après-midi, lors de laquelle les pilotes ne pourront réaliser que douze tours. L'objectif de cette réforme est de renforcer l'enjeu sportif et médiatique autour des qualifications du samedi après-midi, parfois boudées par les protagonistes du championnat par temps de pluie. Cette unique séance de qualification risque toutefois de forcer les écuries à construire une troisième voiture afin que leurs pilotes, s'ils ont un ennui mécanique avec leur monoplace habituelle, puissent réaliser un tour chronométré. En revanche, les écuries ne s'accordent pas sur l'engagement d'une troisième voiture en championnat par certaines équipes,,.

### Situation des pilotes

#### Ukyo Katayama suppléé par Gabriele Tarquini chez Tyrrell

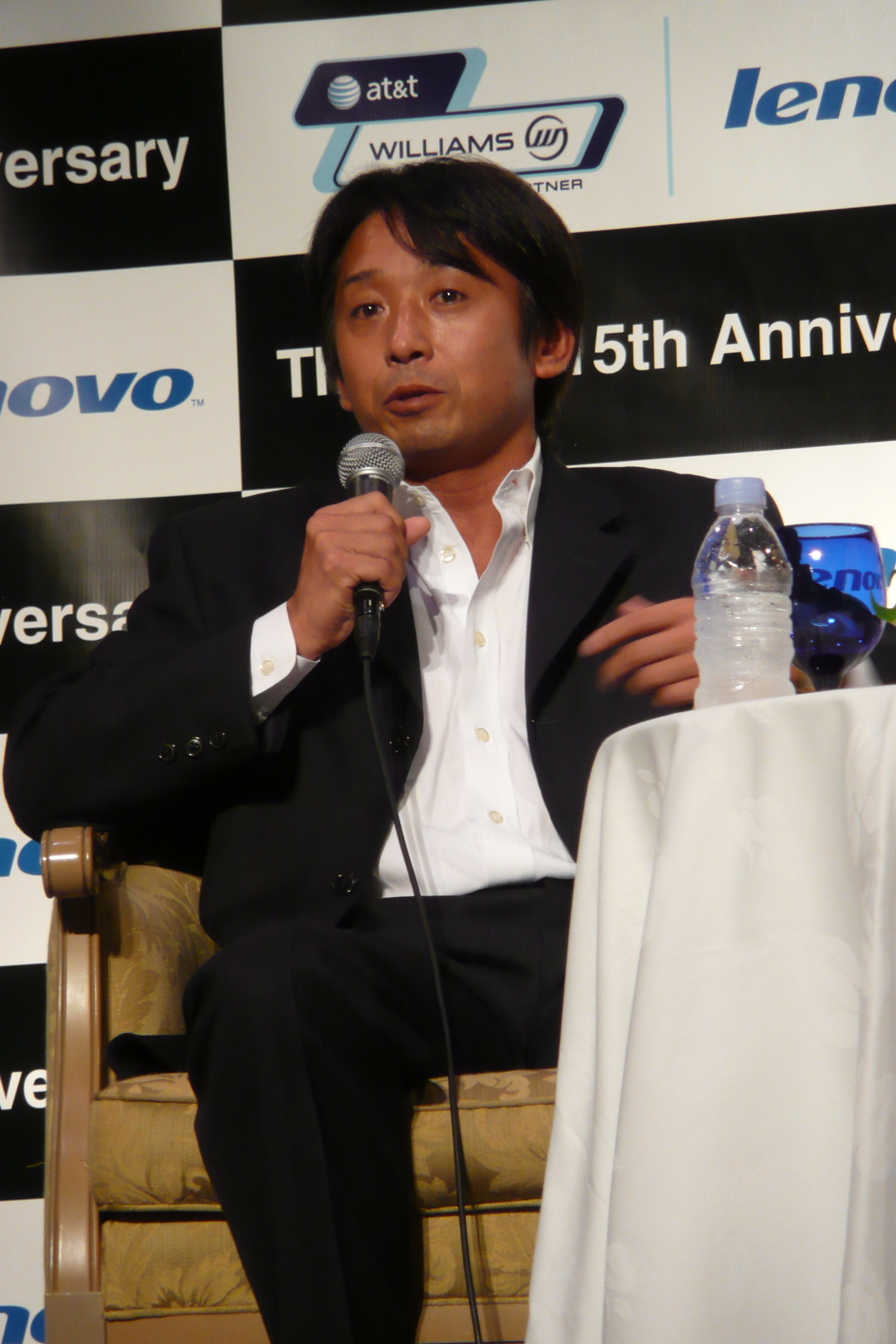
Ukyo Katayama (ici en 2007), remplacé par Gabriele Tarquini au Nürburgring, voit son avenir menacé chez Tyrrell.

Chez Tyrrell Racing, le Japonais Ukyo Katayama cède son baquet à l'Italien Gabriele Tarquini, pilote-essayeur de l'écurie, pour le Grand Prix d'Europe. Katayama souffre en effet de douleurs cervicales et d'un traumatisme crânien après sa grave collision avec la Minardi de Luca Badoer au départ de l'épreuve précédente, au Portugal. Il se retire donc, sur les conseils de ses médecins, afin d'être en pleine possession de ses moyens pour ses deux manches à domicile, à Okayama et à Suzuka. Tarquini, qui s'est reconverti avec succès dans le championnat britannique des voitures de tourisme depuis son dernier Grand Prix en 1992, doit à son mentor Gabriele Rumi cette pige mais n'envisage pas un avenir à long terme en Formule 1,,.
L'avenir du Japonais en Formule 1 est pourtant discuté au Nürburgring : à  plus long terme, Ken Tyrrell, s'il parvient à démarcher de nouveaux commanditaires, pourrait faire le choix de se séparer de Katayama qui apporte un complément de budget grâce à Mild Seven et Apan, au profit d'un pilote plus talentueux. Dans ce cas, Tyrrell proposerait un contrat au Britannique Johnny Herbert. Le pilote Benetton, qui a impressionné le patron de la petite écurie anglaise par ses deux victoires en Grande-Bretagne et en Italie, a déjà visité le siège de Tyrrell à Ockham mais est également en pourparlers avec Sauber, Ligier et Chip Ganassi Racing en IndyCar. Cependant, les spécialistes s'accordent sur le choix d'un pilote-payant ; Taki Inoue (Arrows) disposerait d'un budget de 11 millions de dollars tandis que les pilotes de Formule 3000 Vincenzo Sospiri et Ricardo Rosset auraient respectivement 4 et 3 millions de dollars. Enfin, Aguri Suzuki (Ligier) pourrait postuler avec un apport d'au moins 4 millions de dollars,.

#### David Coulthard transféré chez McLaren en 1996

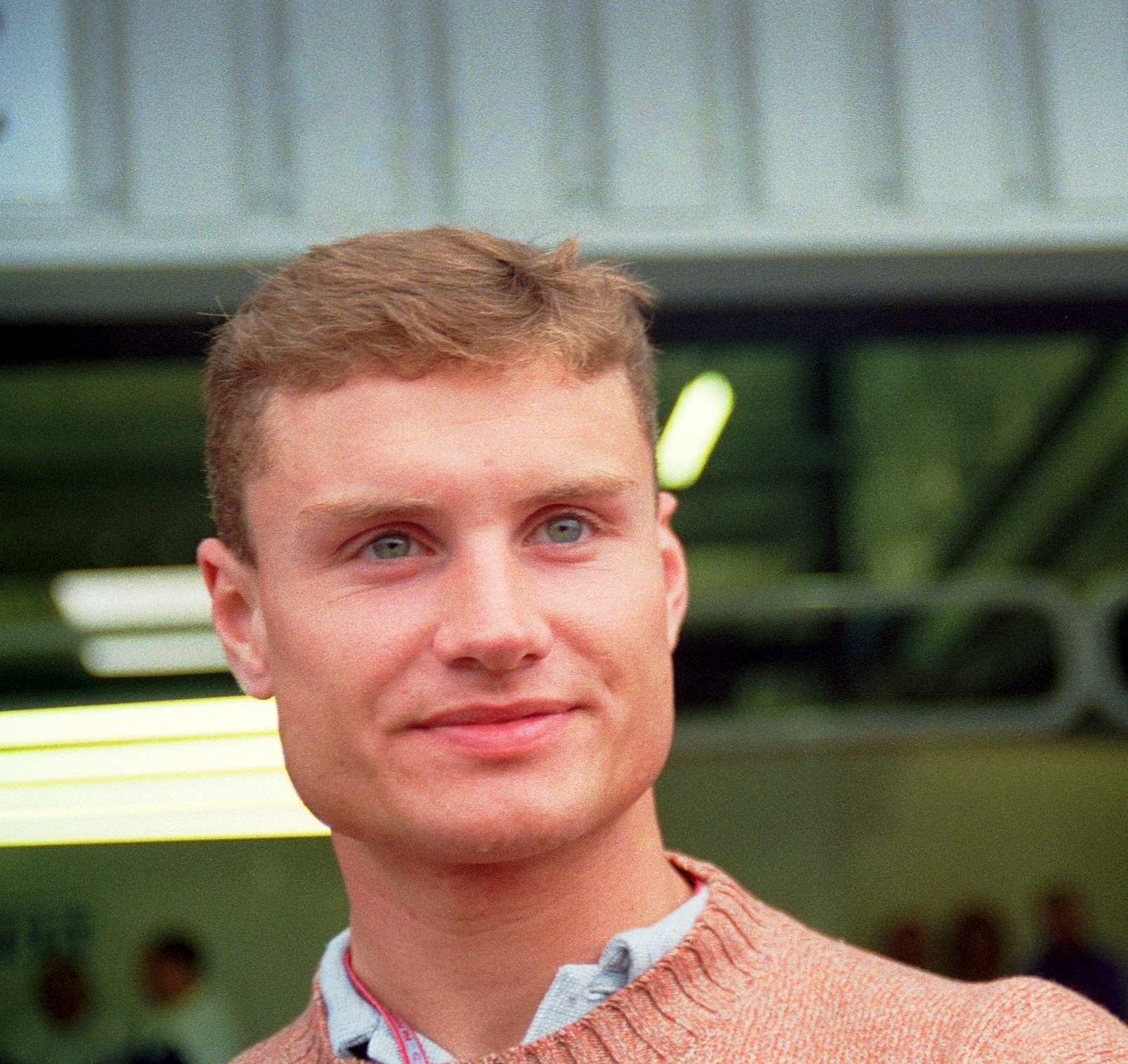
David Coulthard (ici en 1995) quitte Williams pour rejoindre McLaren en 1996.

En marge du Grand Prix d'Europe, le Britannique David Coulthard annonce rejoindre l'écurie McLaren Racing à partir de 1996. Coulthard avait d'abord signé un contrat avec l'écurie britannique en octobre 1994, lors du Grand Prix d'Australie, alors qu'il lui restait encore une année à honorer avec Williams. Coulthard étant lié alors avec deux écuries, l'affaire est portée devant le Conseil de reconnaissance des contrats de la Formule 1 qui stipule qu'il doit courir pour Williams avant de pouvoir rejoindre McLaren en 1996. Le jour de la course, au Nürburgring, McLaren confirme l'arrivée de Coulthard et conforte Mika Häkkinen et Jan Magnussen dans leurs rôles respectifs de titulaire et de pilote-essayeur. Cette situation entraîne donc l'éviction de Mark Blundell,,.
Coulthard espère contribuer au retour de McLaren sur la plus haute marche du podium : « Je crois qu'ils ont le potentiel pour construire une voiture victorieuse, et le fait qu'ils ont un contrat d'exclusivité [avec Mercedes] montrent qu'ils devraient très rapidement y arriver. Ce ne peut être qu'une question de temps avant qu'ils ne gagnent de nouveau. » Norbert Haug, le directeur de la compétition de Mercedes-Benz Motorsport, salue le futur tandem Häkkinen-Coulthard : « La philosophie de Mercedes-Benz est de développer une équipe forte avec de jeunes pilotes. C'est donc un duo parfait. » Ron Dennis, le patron de McLaren, évoque toutefois avoir eu des discussions avec Michael Schumacher en cas d'une défection du pilote britannique.

#### Eddie Irvine rejoint la Scuderia Ferrari en 1996

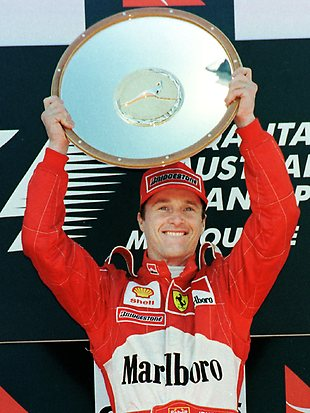
Contre toute attente, Eddie Irvine (ici en 1999) quittera Jordan pour rejoindre la Scuderia Ferrari en 1996.

Lors du Grand Prix du Portugal, l'écurie Jordan Grand Prix annonce lever l'option sur le contrat d'Eddie Irvine, le prolongeant ainsi jusqu'à la fin de la saison 1997. Des rumeurs faisaient pourtant état d'un contrat liant le Nord-Irlandais à la Scuderia Ferrari pour 1997 et 1998.
Toutefois, le 26 septembre, Eddie Jordan, Eddie Irvine et Henry Peter, un avocat de la Scuderia Ferrari, se réunissent à Lugano pour officialiser le transfert du Nord-Irlandais vers l'écurie italienne, pour un contrat de trois ans, dès 1996. Par l'intermédiaire de son commanditaire Marlboro, l'écurie italienne a racheté pour cinq millions de dollars le contrat Jordan à Irvine, préféré à l'essayeur Nicola Larini ; d'une part, Ferrari souhaite un second pilote solide psychologiquement, d'autre part, le directeur sportif, Jean Todt, et le premier pilote, Michael Schumacher, refusent l'arrivée d'un pilote titulaire italien, de peur que ce dernier reçoive un traitement de faveur. Irvine doit percevoir un salaire annuel de trois millions de dollars,.
Ce transfert a été facilité par Bernie Ecclestone, le détenteur des droits commerciaux de la Formule 1, qui fait office d'agent d'Eddie Irvine, le temps que Mike Greasley se remette d'un accident vasculaire cérébral. Ecclestone souhaitait une association Schumacher-Coulthard chez Ferrari mais la signature de l'Écossais chez McLaren l'incite à pousser Irvine auprès de l'écurie italienne. Le grand argentier de la discipline compte sur le charisme et la forte personnalité d'Irvine pour pimenter le spectacle aux avant-postes de la grille aux côtés de Schumacher.
Eddie Irvine, amateur de la firme au cheval cabré et propriétaire d'une Ferrari 288 GTO, déclare au sujet de son transfert : « Jordan est une grande équipe et, bien sûr, je suis un peu triste de la quitter. J'aurais été très heureux de prolonger mon contrat. Toutefois, tous les pilotes rêvent de Ferrari. C'est une opportunité que je n'aurais pas voulu manquer et je suis très reconnaissant envers Eddie Jordan de me permettre de la saisir. »

#### Martin Brundle en partance pour Jordan Grand Prix

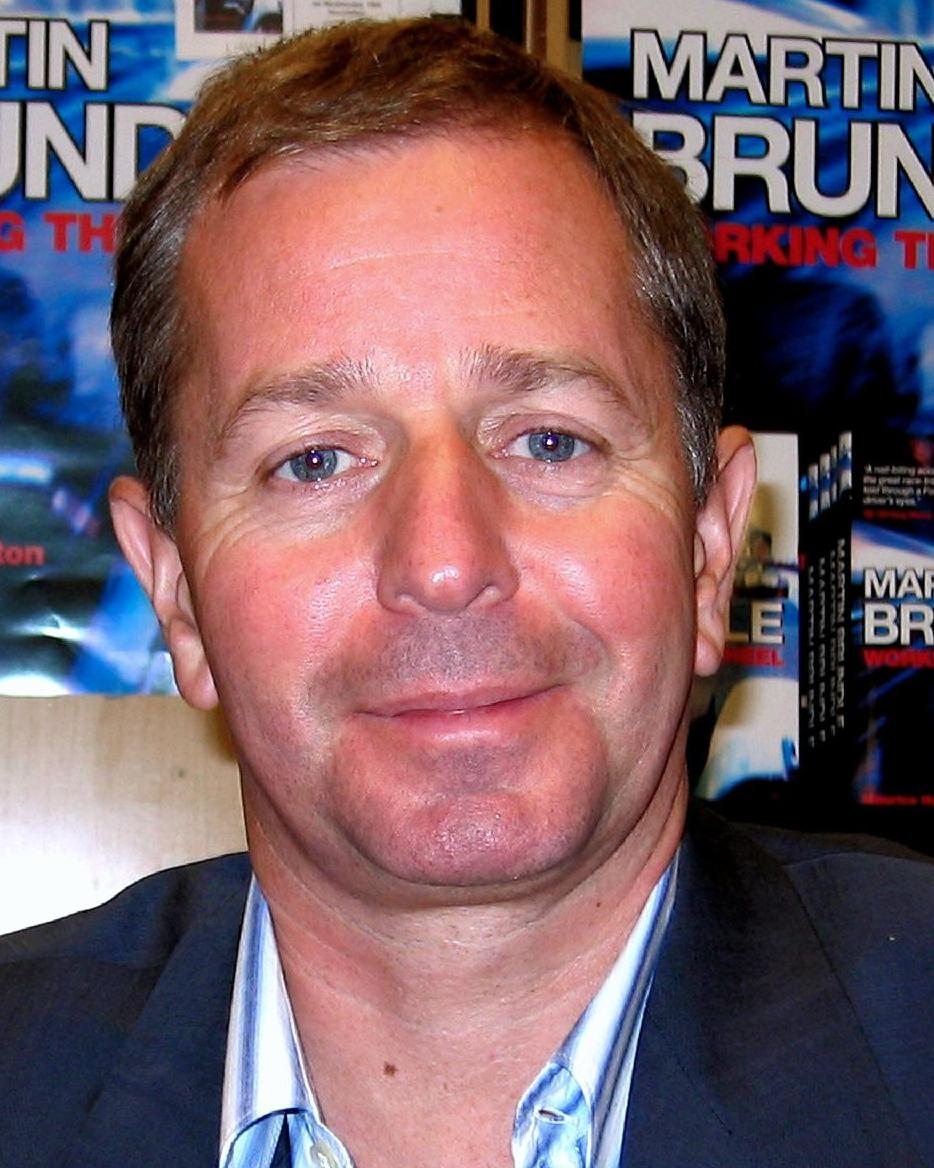
Le transfert d'Eddie Irvine de Jordan à Ferrari a pour conséquence son remplacemet par Martin Brundle pour 1996.

Deux jours après l'annonce du départ d'Eddie Irvine, Jordan Grand Prix officialise la signature d'un contrat d'une saison, pour un montant de deux millions de dollars, avec le Britannique Martin Brundle. Selon les observateurs, cette arrivée serait également facilitée par Bernie Ecclestone puisqu'Irvine et Brundle ont le même agent. Le Britannique pilotait pour Eddie Jordan lors du championnat de Grande-Bretagne de Formule 3 en 1983 qu'il a terminé deuxième, derrière Ayrton Senna. Le « vétéran » de trente-six ans quitte ainsi Ligier, dirigé par son ami et mentor Tom Walkinshaw : « Quitter Tom, c'est un peu comme couper l'une de mes jambes. C'est difficile pour moi. Je suis avec lui depuis seize ans mais les affaires sont les affaires. Eddie m'a appelé mardi dernier alors que j'effectuais des essais au Portugal et m'a proposé une offre excitante. Tom n'était pas en mesure de surenchérir pour différentes raisons et j'ai senti que le temps était venu de signer pour une autre année. Nous avons conclu un accord en quinze minutes. » De son côté, Eddie Jordan affiche ses ambitions futures avec son motoriste, Peugeot : « Nous allons gagner des courses. C'est ce que j'ai promis à Peugeot et ils le méritent. » Néanmoins, le constructeur français aurait préféré un pilote français comme Laurent Aïello même si son directeur Jean-Pierre Jabouille reconnaît les talents de Brundle,.

### Situation des écuries

#### Ferrari: tension entre les pilotes et la direction
À la suite d'une crise entre Jean Alesi et Gerhard Berger d'un côté et Niki Lauda de l'autre, ce dernier a été démis de ses fonctions de conseiller spécial au sein de la Scuderia Ferrari en marge du Grand Prix d'Italie. Or, trois semaines plus tard, après une entrevue avec Luca di Montezemolo, président de Ferrari et Jean Todt, directeur sportif de l'écurie, le triple champion du monde autrichien reprend ses fonctions jusqu'à la fin de l'année. Pour les spécialistes, Lauda doit être les yeux et les oreilles de Montezemolo et prévenir d'une révolution de palais qui pourrait lui coûter la présidence de Ferrari si la monoplace de 1996 préparée pour Michael Schumacher était incapable de prétendre à la victoire.
Dans le même temps, Berger apporte son soutien à Alesi après que di Montezemolo lui a infligé une amende de 200 000 dollars pour ne pas avoir respecté les consignes d'équipe données par Jean Todt au Grand Prix du Portugal puis pour s'être répandu dans la presse italienne. L'Autrichien se montre particulièrement acerbe envers Giancarlo Baccini, l'attaché de presse de Ferrari, ce qui contribue un peu plus à l'ambiance exécrable qui règne au sein d'une écurie qui attend le départ de ses pilotes pour l'arrivée de Michael Schumacher : « Notre attaché de presse ne peut rien bloquer. […] Parfois, vous avez un attaché de presse qui aggrave la situation. Il y a certaines choses qui ne devraient pas être dites en dehors de l'équipe, mais en même temps, on devrait dire ce qu'on pense. Je dois dire que 90 % de la crise actuelle est dans la tête de Baccini. Peut-être est-ce parce que cela fait les choux gras des magazines. Je ne sais pas, mais pour moi, il est loin d'avoir une ligne claire avec la presse. Il pense qu'il est un petit Monsieur Ferrari,,. »

#### Forti: acheminement difficile vers l'Allemagne
La petite écurie italienne Forti Corse connaît de nombreuses difficultés à faire le trajet entre le Portugal et l'Allemagne et n'arrive sur le Nürburgring que dans la nuit du jeudi au vendredi précédant les premiers essais libres du Grand Prix d'Europe. Son motorhome habituel tombe d'abord en panne à Salamanque, en Espagne puis son second, autrefois utilisé pour ses participations en championnat international de Formule 3000, casse sa boîte de vitesses à Côme, en Italie. Un troisième véhicule, loué en urgence, est victime d'une casse de suspension en Belgique. C'est finalement grâce à un motorhome prêté par Peugeot que Forti arrive à destination.

#### Sauber, Minardi, Forti et le nouveau moteur Ford
Peter Gillitzer, le directeur des opérations de Ford, annonce que le nouveau moteur V10 Ford-Cosworth est entré dans sa phase d'essai et que la future Sauber C15 de 1996 sera conçue autour de ce bloc. Pour ses autres écuries clientes, Minardi et Forti Corse, qui souhaitaient ce même moteur pour accroître leurs performances et attirer de nouveaux sponsors, le constructeur américain prévoit de leur fournir une version améliorée du moteur V8 ED. Pourtant, Forti ambitionne d'acquérir le futur V8 JS, le moteur client le plus onéreux vendu par Ford-Cosworth. Néanmoins, les observateurs estiment que cet achat n'est possible qu'avec le soutien de Parmalat, le commanditaire de Pedro Diniz. De plus, faute de budget, Minardi semble devoir se contenter d'un V8 ED ou d'un V10 Zetec-R, dont les premières versions datent de 1994,.

### Dernières évolutions des monoplaces

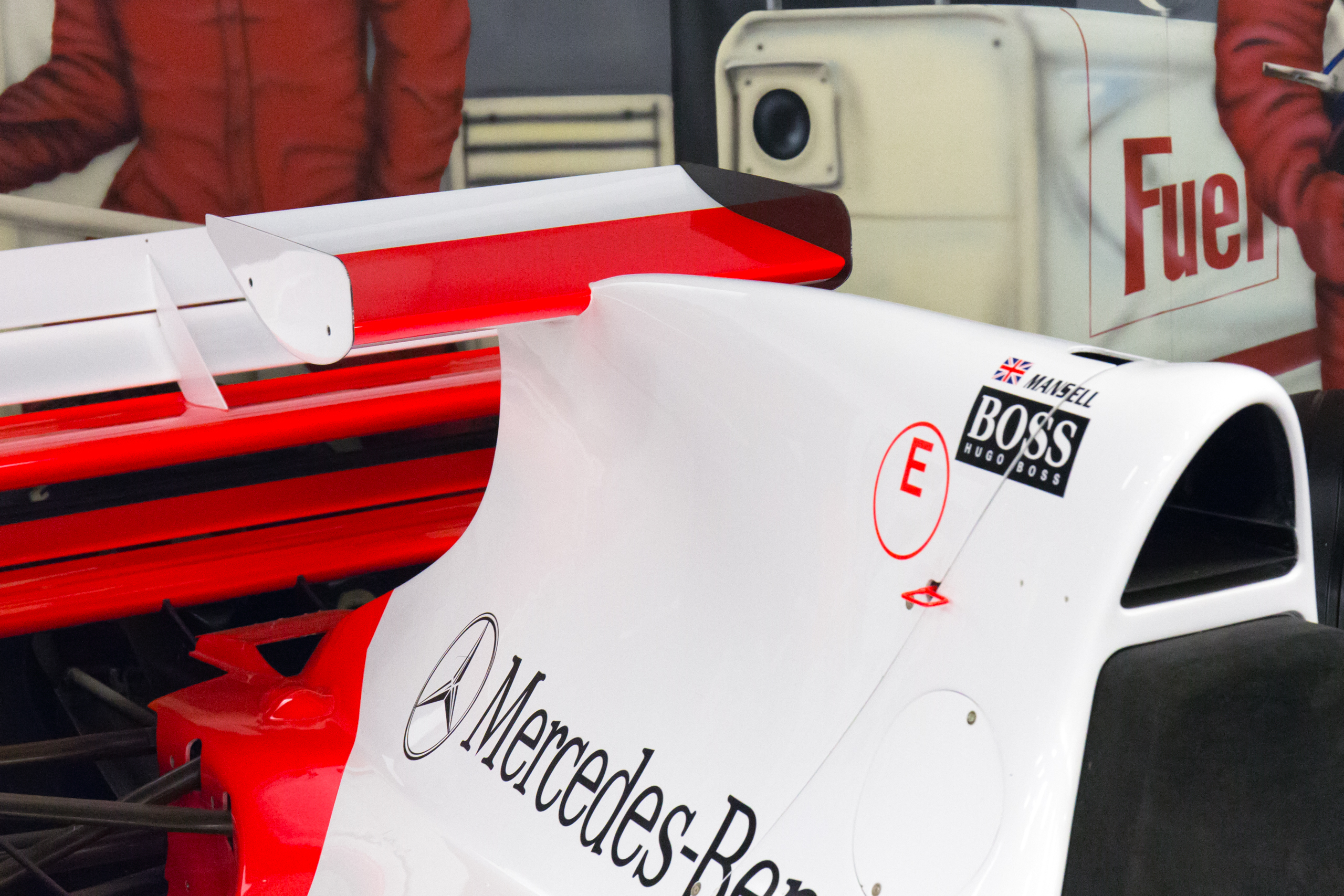
L'aileron situé à l'arrière du capot moteur fait son retour au Nürburgring chez McLaren et Jordan (ici, illustration sur la MP4/10B).

Williams apporte deux exemplaires de sa FW17B, victorieuse dès sa première sortie lors de l'épreuve précédente au Portugal, ainsi qu'un mulet FW17 destiné à servir de comparaison lors des essais du vendredi matin, avant d'être configuré en version B. Cette nouvelle mouture, dotée d'une aérodynamique, d'un train arrière et d'une boîte de vitesses révisés, dispose au Nürburgring d'un diffuseur en V inspiré de celui de la Jordan 195, d'un volet vertical sur le diffuseur latéral et d'un lest amovible de cinq kilogrammes placé face aux radiateurs de refroidissement,.
Jordan teste des étriers AP Racing sur sa voiture-mulet lors des essais du vendredi, avant que Rubens Barrichello n'exprime sa préférence pour les étriers à huit pistons produits par Brembo. La Jordan 195 est équipée, en temps de pluie, d'un petit aileron arrière fixé sur le capot moteur, similaire à celui utilisé en début de saison par la Minardi M195. En outre, la 195 se pare d'un nouvel aileron arrière très complexe à dix-sept éléments, accouplé à un profil d'extracteur inédit.
McLaren apporte de nombreuses évolutions à sa monoplace à l'occasion de la course à domicile de son motoriste, Mercedes. Après deux jours d'essais privés menés à Estoril au Portugal, McLaren choisit d'aligner deux exemplaires de la MP4/10C, contre un seul lors de la manche précédente ; celle-ci, malgré un manque d'équilibre, est plus maniable que la version B. Pour tenter de corriger ce défaut, le fond plat de la MP4/10C est modifié afin d'accueillir la boîte de vitesses et les suspensions arrière de la MP4/10B. En outre, de petites ouïes sont percées sur les volets supérieurs du diffuseur arrière. Sur le plan aérodynamique, la MP4/10C se pare d'un petit aileron arrière fixé sur le capot moteur afin d'augmenter son appui aérodynamique. Pour améliorer l'adhérence de la voiture, un quatrième volet a été ajouté à l'aileron arrière, composé en trois parties, de la MP4/10C. Enfin, la pédale de freins de la monoplace de Mika Häkkinen a été modifiée afin qu'il puisse freiner du pied droit et être plus rapide,.
La Scuderia Ferrari a longuement testé au Mugello un nouvel aileron avant ressemblant à celui de la FW17B et doté de deux dérives inférieures au lieu de trois. Bien qu'il ne donne pas totalement satisfaction à Jean Alesi et Gerhard Berger lors de ses premiers essais lors du Grand Prix du Portugal, cet aileron pourrait convenir au tracé allemand. L'aileron arrière est également élargi au niveau de sa structure située à proximité des roues arrière, afin de maximiser le flux d'air entre les pontons et les pneus arrière. Il est également agrémenté d'une ailette supplémentaire,.
Enfin, la Forti FG01-95 de Roberto Moreno est équipée d'une nouvelle boîte de vitesses semi-automatique. Pedro Diniz, œuvrant toujours avec une boîte manuelle, reste le dernier pilote de l'histoire de la Formule 1 à utiliser une telle transmission.

## Journée du vendredi
Le Grand Prix d'Europe, première épreuve de Formule 1 à se dérouler sur le Nürburgring depuis le Grand Prix d'Allemagne 1985, est donc inconnu pour la majorité des pilotes. Michael Schumacher, avec Luca Badoer — qui a remporté une course de Formule 3000 en 1992 —, un des rares à connaître le tracé allemand pour y avoir couru en endurance avec Sauber-Mercedes, en parle ainsi : « C'est un circuit comparable à Magny-Cours. Le revêtement est parfait. Sans valoir certaines fameuses courbes d'autres pistes, les virages ont l'avantage d'offrir une grande variété de rayons. Le fait de bien le connaître m'apportera un avantage initial que les autres devraient avoir comblé samedi,. »
Ainsi, le vendredi matin, une séance d'essais libres exceptionnelle, lors de laquelle les pilotes peuvent effectuer autant de tours que possible, est organisée avant les séances officielles. Le meilleur temps de cette session est établi en 1 min 20 s 418 par Michael Schumacher (Benetton-Renault), devant les pilotes Williams-Renault, Damon Hill et David Coulthard. Mika Häkkinen (McLaren-Mercedes), Heinz-Harald Frentzen (Sauber-Ford) et Gerhard Berger (Ferrari) complètent le top six. Cette séance est marquée par la sortie de piste de Jean Alesi qui endommage la crémaillère de direction de sa Ferrari.
Le paddock se montre critique envers le tracé : Michael Schumacher le décrit comme « trop aseptisé » et « simple à apprendre, sans aucune difficulté majeure ». Pour Vincent Gaillardot, l'ingénieur moteur de Schumacher, les virages rapides, la vitesse moyenne peu élevée et les rares possibilités de dépassement qu'offrent le Nürburgring l'assimilent au Hungaroring. Coulthard prédit : « Ce circuit est beaucoup trop étroit pour permettre le moindre dépassement. Déjà en Formule 3000, la course avait été une procession. Alors, vous pouvez imaginer ce que cela va donner avec les F1 actuelles. » Enfin, la fraîcheur et l'humidité présentes sur le circuit allemand, où les prévisions météorologiques annoncent des gelées matinales et une température de 5 °C, contrastent avec la chaleur portugaise ressentie une semaine auparavant, au point que Flavio Briatore, le patron de Benetton Formula, se demande « ce qu'on est venu foutre ici »,,.

### Séance d'essais libres
| Pos. | Pilote             | Voiture          | Chrono         | Écart     |
| ---- | ------------------ | ---------------- | -------------- | --------- |
| 1    | Damon Hill         | Williams-Renault | 1 min 19 s 343 |           |
| 2    | David Coulthard    | Williams-Renault | 1 min 19 s 378 | + 0 s 035 |
| 3    | Michael Schumacher | Benetton-Renault | 1 min 19 s 908 | + 0 s 565 |
| 4    | Gerhard Berger     | Ferrari          | 1 min 20 s 637 | + 1 s 294 |
| 5    | Johnny Herbert     | Benetton-Renault | 1 min 21 s 275 | + 1 s 932 |
| 6    | Mika Häkkinen      | McLaren-Mercedes | 1 min 21 s 292 | + 1 s 949 |

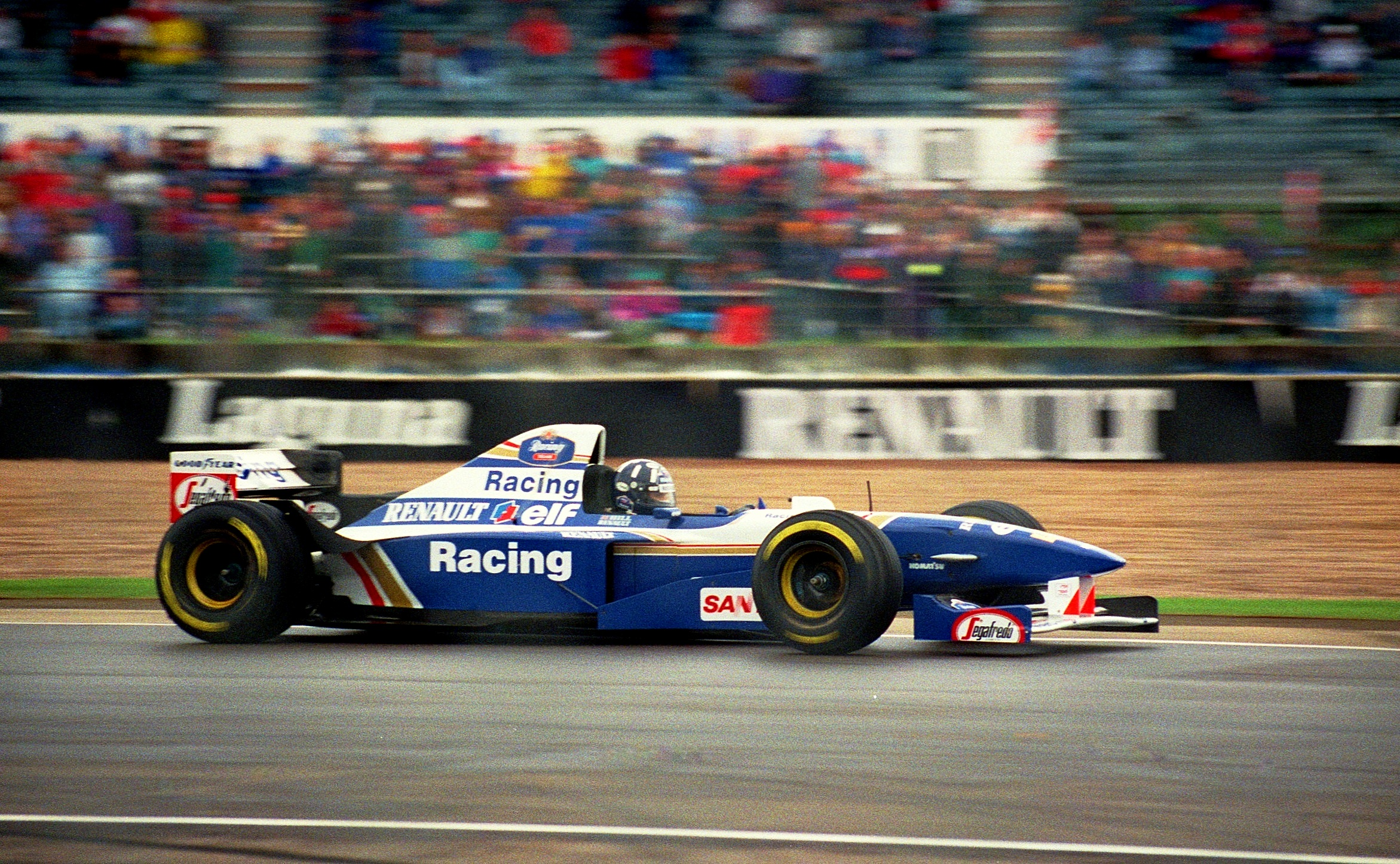
Damon Hill, sur Williams-Renault, réalise le meilleur temps de la première séance d'esais libres (ici au GP de Grande-Bretagne 1995).

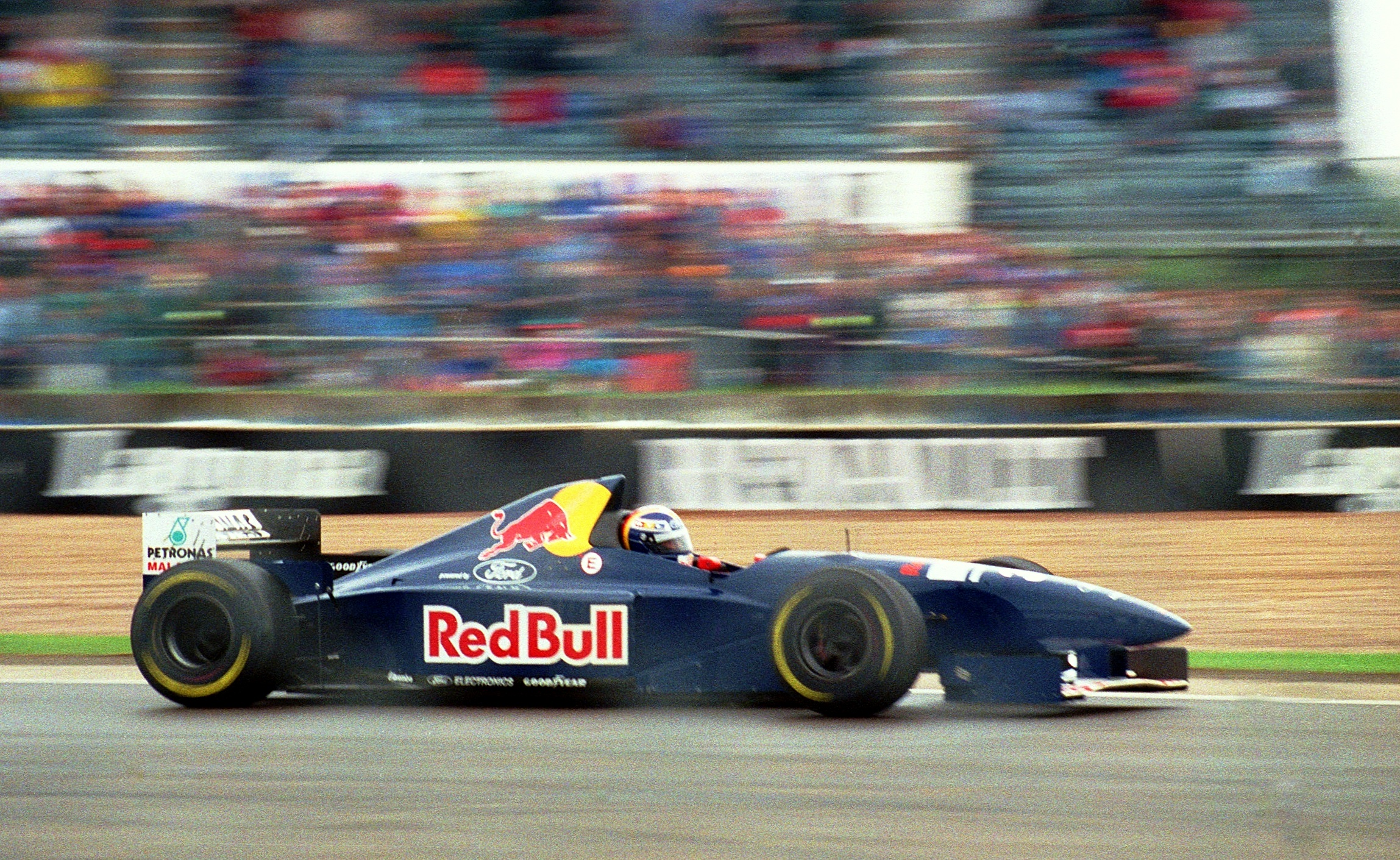
Heinz-Harald Frentzen, sur Sauber-Ford, réalise le troisième meilleur temps de la deuxième séance d'esais libres (ici au GP de Grande-Bretagne 1995).

La première séance d'essais libres du weekend de Grand Prix, d'une durée de 1 h 45 min, se déroule le vendredi 29 septembre de 9 h 30 à 11 h 15. Chaque pilote peut effectuer un maximum de vingt-trois tours chronométrés lors de chaque séance.
Disputée sous un temps froid et sec, la séance est dominée par les pilotes Williams. Damon Hill établit le meilleur temps, en 1 min 19 s 343 et devance David Coulthard de trois centièmes de seconde. Les pilotes Benetton, Michael Schumacher et Johnny Herbert évoluent en troisième et cinquième positions. Ils encadrent Gerhard Berger (Ferrari), quatrième, relégué à plus d'une seconde de Damon Hill. Enfin, Mika Häkkinen (McLaren-Mercedes) complète le top six.

### Séance de qualifications
| Pos. | Pilote             | Voiture          | Chrono         | Écart     |
| ---- | ------------------ | ---------------- | -------------- | --------- |
| 1    | David Coulthard    | Williams-Renault | 1 min 18 s 738 |           |
| 2    | Damon Hill         | Williams-Renault | 1 min 18 s 972 | + 0 s 234 |
| 3    | Michael Schumacher | Benetton-Renault | 1 min 19 s 470 | + 0 s 732 |
| 4    | Gerhard Berger     | Ferrari          | 1 min 19 s 821 | + 1 s 083 |
| 5    | Eddie Irvine       | Jordan-Peugeot   | 1 min 20 s 488 | + 1 s 750 |
| 6    | Jean Alesi         | Ferrari          | 1 min 20 s 521 | + 1 s 783 |

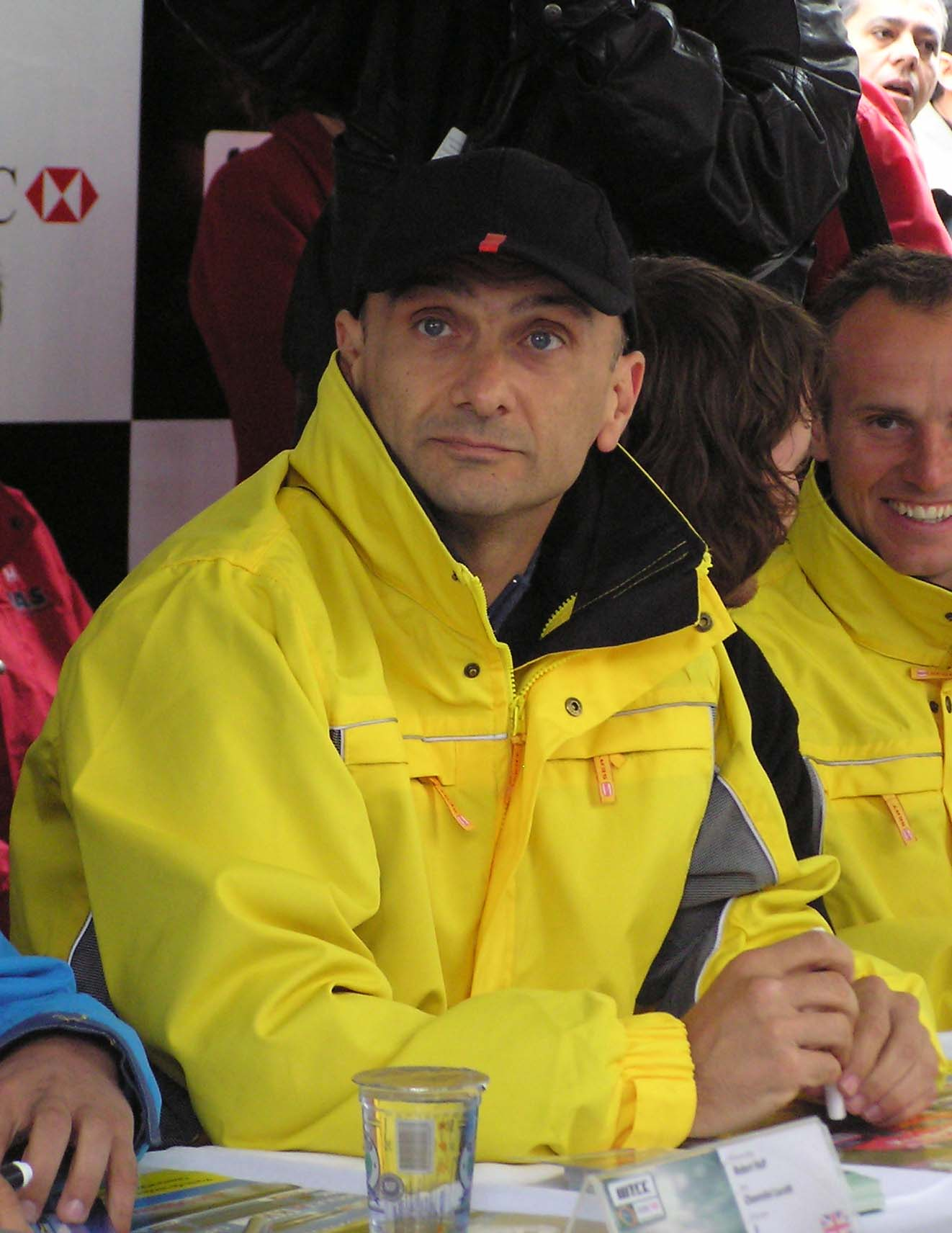
Dix-neuvième des qualifications après trois ans d'absence en Formule 1, Gabriele Tarquini, désormais un habitué du championnat britannique des voitures de tourisme, se dit rouillé pour la discipline-reine du sport automobile.

La première séance de qualifications du weekend de Grand Prix, d'une durée de 1 h, se déroule le vendredi 29 septembre de 13 h à 14 h. Chaque pilote peut effectuer un maximum de douze tours chronométrés lors de chaque séance.
Sous un ciel nuageux et un climat froid et venteux, le pilote McLaren Mika Häkkinen réalise un premier temps de référence au bout de quatre minutes, en 1 min 22 s 439, qu'il améliore par deux fois pour le porter à 1 min 21 s 279. Quelques instants plus tard, après onze minutes, David Coulthard lui ravit le meilleur temps provisoire, en 1 min 19 s 618 puis en 1 min 18 s 738. Au bout de seulement douze minutes, la tête du classement n'évolue plus et l'Écossais est suivi par son équipier Damon Hill, le pilote Benetton Michael Schumacher, Gerhard Berger (Ferrari), Eddie Irvine (Jordan) et Jean Alesi (Ferrari) en moins de deux secondes. Après un second quart d'heure peu animé, la pluie s'abat sur le circuit, poussant tous les concurrents à regagner les stands. Il faut attendre les dix dernières minutes de la séance pour voir les pilotes retourner en piste, mais le temps froid et nuageux qui perdure ne permet aucunement au bitume de sécher,,.
Malgré le gain du meilleur temps, Coulthard se dit insatisfait de l'équilibre de sa voiture. Ce constat est partagé par son équipier, inquiet de la direction prise par le développement de sa voiture alors qu'il lui rend plus de deux dixièmes de seconde au tour. Néanmoins, Damon Hill apprécie d'avoir l'avantage sur les pilotes Benetton et espère une piste sèche le lendemain afin d'améliorer sa performance. Michael Schumacher, au volant d'une Benetton B195 configurée pour générer un faible appui, s'est laissé surprendre par les conditions particulièrement humides du tracé en fin de séance et avoue avoir évité une « grosse collision » tandis que Johnny Herbert, septième provisoire, ne rencontre aucun problème avec sa monture,.
Quatrième, Gerhard Berger, qui a également diminué l'appui de sa Ferrari 412 T2, se  montre satisfait de sa monoplace mais préfère abandonner cette configuration pour la journée du samedi. Son équipier Alesi, en difficulté depuis son accident survenu le matin même, ne peut faire mieux que sixième. Intercalé entre les deux pilotes Ferrari, Eddie Irvine impressionne dès son premier relais au volant de sa Jordan 195 mais ne peut améliorer son temps lors de sa deuxième sortie. Onzième, Rubens Barrichello est embourbé dans le trafic durant ses tours rapides et éprouve des difficultés à chauffer ses pneumatiques,.
Au volant de sa Sauber C15, modeste mais bien équilibrée, Heinz-Harald Frentzen prend le huitième temps et estime qu'il aurait pu faire mieux s'il n'avait pas été gêné par le trafic lors de son second relais. Treizième et plus lent de 1,3 seconde, son équipier Jean-Christophe Boullion peine à tirer parti de sa voiture, qui glisse au moment de monter sur les vibreurs du circuit. Neuvième et dixième, Mika Häkkinen et Mark Blundell attendaient mieux de leur nouvelle McLaren MP4/10C, qui manque d'adhérence. Ils devancent toutefois les pilotes Ligier Martin Brundle, douzième et en proie à un sous-virage provoqué par un amortisseur défectueux, et Olivier Panis. Le Français, quatorzième, voit sa séance s'interrompre rapidement après que son accélérateur, bloqué, l'a envoyé dans un mur de pneus,.
Plus loin dans le classement, Mika Salo, quinzième de la séance, est à la fois satisfait de l'équilibre de sa Tyrrell et inquiet de son manque d'adhérence. Son équipier Gabriele Tarquini découvre la 023 : bien que pilote-essayeur de l'écurie, il n'a effectué que quatre heures de roulage à son volant depuis le début de la saison. Parti en tête-à-queue en début de séance, il est dix-neuvième, à 1,2 seconde de Salo. Le vétéran italien se dit « rouillé » pour la Formule 1 moderne et impute ses difficultés à  son habitude de piloter des voitures de tourisme,.
Seizième, Pedro Lamy (Minardi-Ford) est le plus véloce des pilotes disposant d'un moteur client. Sa M195, « assez agréable à conduire », tire profit du fait qu'il y ait peu de longues lignes droites au Nürburgring. Il devance de deux places Luca Badoer, en difficulté avec ses freins et les réglages de sa voiture. Les deux pilotes Minardi encadrent Massimiliano Papis (Arrows-Hart), dont l'accélérateur se bloque au bout de six tours : il s'encastre dans le mur à hauteur de l'avant-dernier virage, le Veedol Schickane et endommage le nez de sa voiture. Dans l'autre Arrows FA16, Taki Inoue, vingt-deuxième, part en tête-à-queue à deux reprises,.
Enfin, en fond de grille, Andrea Montermini, vingtième, perd le contrôle de sa Pacific-Ford dans son deuxième tour rapide alors qu'il tourne à haute vitesse. Cet accident est dû au déséquilibre des roues de sa monoplace. Jean-Denis Delétraz, dernier, lui rend trois secondes au tour. Chez Forti-Ford, Pedro Diniz, vingt-et-unième malgré une FG01-95 qui manque d'équilibre, devance Roberto Moreno de deux places. Le Brésilien tourne avec le mulet équipé d'une boîte de vitesses automatique qu'il a la charge de tester avant son introduction en course,.

## Journée du samedi

### Séance d'essais libres
| Pos. | Pilote                | Voiture          | Chrono         | Écart     |
| ---- | --------------------- | ---------------- | -------------- | --------- |
| 1    | Damon Hill            | Williams-Renault | 1 min 34 s 906 |           |
| 2    | David Coulthard       | Williams-Renault | 1 min 35 s 611 | + 0 s 705 |
| 3    | Heinz-Harald Frentzen | Sauber-Ford      | 1 min 36 s 946 | + 2 s 040 |
| 4    | Gerhard Berger        | Ferrari          | 1 min 37 s 165 | + 2 s 259 |
| 5    | Jean Alesi            | Ferrari          | 1 min 37 s 219 | + 2 s 313 |
| 6    | Michael Schumacher    | Benetton-Renault | 1 min 37 s 374 | + 2 s 468 |

La seconde séance d'essais libres du weekend de Grand Prix, d'une durée de 1 h 45 min, se déroule le samedi 30 septembre de 9 h 30 à 11 h 15. Elle se dispute sous un temps pluvieux et brumeux. De ce fait, les temps au tour sont plus lents que ceux de la veille.
Lors de cette session, Damon Hill (Williams) se montre à nouveau le plus rapide, avec un temps de référence en 1 min 34 s 906, juste devant son équipier, David Coulthard. Heinz-Harald Frentzen (Sauber), troisième, impressionne au volant de sa modeste C14, qui se montre performante sur les pistes détrempées. L'Allemand tourne à deux secondes de Hill. Les pilotes Ferrari, Gerhard Berger et Jean Alesi, sont quatrième et cinquième. Chez Benetton, Michael Schumacher et Johnny Herbert se contentent des sixième et septième temps. Rubens Barrichello (Jordan-Peugeot). Olivier Panis (Ligier-Mugen-Honda) et Mika Salo (Tyrrell-Yamaha) complètent le top dix et sont relégués à plus de trois secondes et demie du meilleur tour,.

### Séance de qualifications
| Pos. | Pilote                | Voiture          | Chrono         | Écart     |
| ---- | --------------------- | ---------------- | -------------- | --------- |
| 1    | Michael Schumacher    | Benetton-Renault | 1 min 19 s 150 |           |
| 2    | Damon Hill            | Williams-Renault | 1 min 19 s 607 | + 0 s 457 |
| 3    | David Coulthard       | Williams-Renault | 1 min 19 s 913 | + 0 s 763 |
| 4    | Jean Alesi            | Ferrari          | 1 min 20 s 510 | + 1 s 360 |
| 5    | Heinz-Harald Frentzen | Sauber-Ford      | 1 min 20 s 749 | + 1 s 599 |
| 6    | Mika Häkkinen         | McLaren-Mercedes | 1 min 20 s 968 | + 1 s 818 |

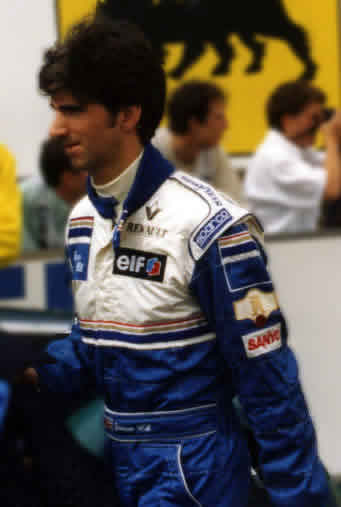
Damon Hill (ici en juillet 1995), dominé par David Coulthard en qualifications, ne doit pas s'attendre à une quelconque aide de la part de son coéquipier dans sa quête pour le titre de champion des pilotes face à Michael Schumacher.

La seconde séance de qualifications du weekend, d'une durée de 1 h, se déroule le samedi 30 septembre de 13 h à 14 h, sous un ciel nuageux et dans des conditions climatiques froides et humides,. Alors que la piste demeure détrempée, Olivier Panis (Ligier-Mugen-Honda), dont la voiture a été réparée autour d'une nouvelle monocoque, est le premier en piste pour effectuer un tour d'installation. Tous les pilotes attendent alors dans leur garage que la piste sèche, provoquant les sifflets et les moqueries du public présent en tribune. À la vingt-huitième minute de la séance, Jean-Denis Delétraz, s'élance le premier en piste, au volant de la Pacific-Ford, et reçoit l'acclamation des spectateurs,.
Le premier temps significatif est réalisé par Damon Hill (Williams-Renault), en 1 min 24 s 767, huit minutes plus tard, avant que Gerhard Berger ne le porte à 1 min 23 s 055. À un quart d'heure du terme, seuls neuf pilotes sont en piste, dont Rubens Barrichello (Jordan-Peugeot) qui prend le meilleur temps en 1 min 22 s 811. Tandis que l'Autrichien améliore la meilleure marque de cette session de sept dixièmes de seconde, la Pacific PR02 d'Andrea Montermini perd sa roue arrière gauche ; l'Italien parvient à rentrer dans son garage. Dans les dix dernières minutes, Michael Schumacher (Benetton-Renault) améliore en 1 min 22 s 041, puis Jean Alesi (Ferrari) abaisse ce temps de trois dixièmes, avant que l'Allemand ne reprenne son bien pour cinq dixièmes ; Damon Hill (Williams-Renault), en trois temps, réalise la meilleure performance, en 1 min 19 s 607.
Dans les trois dernières minutes, vingt-et-un pilotes sont en piste, ce qui génère beaucoup de trafic et ne permet qu'à sept concurrents d'améliorer leur performance de la veille. Hill relâche son effort à la suite d'un problème mécanique. Dans son dernier tour, Michael Schumacher réalise un meilleur temps intermédiaire dans le premier secteur du circuit que celui de la pole position mais, gêné par des pneus arrière qui s'usent au bout de trois tours à cause d'un souci de surpression et un passage dans l'humidité dans le dernier virage du circuit, il échoue à améliorer sa place sur la grille de départ mais s'empare de la tête de la séance, en 1 min 19 s 150,,,.
Taki Inoue, sur Arrows-Hart, le seul des sept pilotes ayant amélioré leur temps à gagner une place, prend la vingt-et-unième position sur la grille. À l'inverse, Jean-Christophe Boullion lutte avec les problèmes d'équilibre de sa Sauber-Ford durant toute la séance. Luca Badoer ne réalise que trois tours rapides avant que le moteur de sa Minardi ne tombe en panne,.
L'attention des observateurs se focalise sur le fait que David Coulthard a battu Damon Hill en qualifications pour la quatrième fois consécutive. Ce dernier étant le principal concurrent de Michael Schumacher pour le titre mondial des pilotes, les spécialistes imaginent que Williams aurait pu donner pour consigne à Coulthard de laisser la pole position à son équipier. En réponse, Coulthard déclare : « Il m'est impossible pour le moment de dire si je laisserai passer Damon. Cela va dépendre des circonstances. Je n'ai pas l'intention de le retenir s'il me suit et qu'il est plus rapide. Mais je dois dire que je suis fatigué d'entendre parler éternellement de ces consignes d'équipe. Ce que ne nous voulons tous, c'est de la vraie course automobile. Mon rôle est d'aider Williams à remporter le championnat des constructeurs, pas de favoriser Damon. Il a le même matériel que moi. Si je suis plus rapide que lui, je serai devant ; C'est tout. » Face à ce camouflet, Hill ne peut qu'admettre que lui et son équipier doivent s'affronter en piste sans s'éliminer l'un l'autre par un accrochage, afin de sauvegarder leurs chances de remporter les championnats des pilotes et des constructeurs. Néanmoins, il considère que le point de vue de Coulthard est « un vrai problème » : même s'il ne peut plus remporter le titre, ce dernier quitte Williams à la fin de la saison et n'a donc aucune raison d'aider Hill,,.
À l'issue des qualifications, Rubens Barrichello et Massimiliano Papis sont convoqués par la Fédération internationale de l'automobile pour se soumettre à un contrôle antidopage. Juste avant, le Brésilien informe le médecin de la FIA qu'il a pris le matin même un médicament décongestionnant à base d'éphédrine pour soigner un problème nasal qu'il rencontre depuis son grave accident lors du Grand Prix de Saint-Marin 1994. Quant à Papis, il a ingéré un médicament antigrippal contenant du phényléphrine. Ces deux substances sont considérées comme des produits dopants,.

## Grille de départ
| Pos. | No | Pilote                   | Écurie             | Temps Q1       | Temps Q2       | Écart     |
| ---- | -- | ------------------------ | ------------------ | -------------- | -------------- | --------- |
| 1    | 6  | David Coulthard          | Williams-Renault   | 1 min 18 s 738 | 1 min 19 s 913 |           |
| 2    | 5  | Damon Hill               | Williams-Renault   | 1 min 18 s 972 | 1 min 19 s 607 | + 0 s 234 |
| 3    | 1  | Michael Schumacher       | Benetton-Renault   | 1 min 19 s 470 | 1 min 19 s 150 | + 0 s 412 |
| 4    | 28 | Gerhard Berger           | Ferrari            | 1 min 19 s 821 | 1 min 21 s 083 | + 1 s 083 |
| 5    | 15 | Eddie Irvine             | Jordan-Peugeot     | 1 min 20 s 488 | 1 min 21 s 426 | + 1 s 750 |
| 6    | 27 | Jean Alesi               | Ferrari            | 1 min 20 s 521 | 1 min 20 s 510 | + 1 s 772 |
| 7    | 2  | Johnny Herbert           | Benetton-Renault   | 1 min 20 s 653 | 1 min 21 s 236 | + 1 s 915 |
| 8    | 30 | Heinz-Harald Frentzen    | Sauber-Ford        | 1 min 20 s 762 | 1 min 20 s 749 | + 2 s 011 |
| 9    | 8  | Mika Häkkinen            | McLaren-Mercedes   | 1 min 20 s 866 | 1 min 20 s 968 | + 2 s 128 |
| 10   | 7  | Mark Blundell            | McLaren-Mercedes   | 1 min 20 s 909 | 1 min 21 s 583 | + 2 s 171 |
| 11   | 14 | Rubens Barrichello       | Jordan-Peugeot     | 1 min 21 s 350 | 1 min 21 s 211 | + 2 s 473 |
| 12   | 25 | Martin Brundle           | Ligier-Mugen-Honda | 1 min 21 s 541 | 1 min 22 s 062 | + 2 s 803 |
| 13   | 29 | Jean-Christophe Boullion | Sauber-Ford        | 1 min 22 s 059 | 1 min 34 s 210 | + 3 s 321 |
| 14   | 26 | Olivier Panis            | Ligier-Mugen-Honda | 1 min 22 s 062 | 1 min 22 s 565 | + 3 s 324 |
| 15   | 4  | Mika Salo                | Tyrrell-Yamaha     | 1 min 23 s 058 | 1 min 23 s 079 | + 4 s 320 |
| 16   | 23 | Pedro Lamy               | Minardi-Ford       | 1 min 23 s 328 | 1 min 24 s 087 | + 4 s 590 |
| 17   | 9  | Massimiliano Papis       | Arrows-Hart        | 1 min 23 s 689 | 1 min 24 s 134 | + 4 s 951 |
| 18   | 24 | Luca Badoer              | Minardi-Ford       | 1 min 23 s 760 | 1 min 26 s 406 | + 5 s 022 |
| 19   | 3  | Gabriele Tarquini        | Tyrrell-Yamaha     | 1 min 24 s 286 | 1 min 24 s 352 | + 5 s 548 |
| 20   | 17 | Andrea Montermini        | Pacific-Ford       | 1 min 24 s 696 | 1 min 26 s 102 | + 5 s 958 |
| 21   | 10 | Taki Inoue               | Arrows-Hart        | 1 min 26 s 667 | 1 min 24 s 900 | + 6 s 162 |
| 22   | 21 | Pedro Diniz              | Forti-Ford         | 1 min 25 s 647 | 1 min 25 s 157 | + 6 s 419 |
| 23   | 22 | Roberto Moreno           | Forti-Ford         | 1 min 26 s 784 | 1 min 26 s 098 | + 7 s 360 |
| 24   | 16 | Jean-Denis Delétraz      | Pacific-Ford       | 1 min 27 s 853 | 1 min 29 s 677 | + 9 s 115 |

## Warm up
| Pos. | Pilote             | Voiture          | Chrono         | Écart     |
| ---- | ------------------ | ---------------- | -------------- | --------- |
| 1    | David Coulthard    | Williams-Renault | 1 min 38 s 378 |           |
| 2    | Gerhard Berger     | Ferrari          | 1 min 38 s 616 | + 0 s 238 |
| 3    | Damon Hill         | Williams-Renault | 1 min 38 s 782 | + 0 s 404 |
| 4    | Michael Schumacher | Benetton-Renault | 1 min 38 s 960 | + 0 s 582 |
| 5    | Rubens Barrichello | Jordan-Peugeot   | 1 min 39 s 205 | + 0 s 827 |
| 6    | Jean Alesi         | Ferrari          | 1 min 39 s 418 | + 1 s 040 |

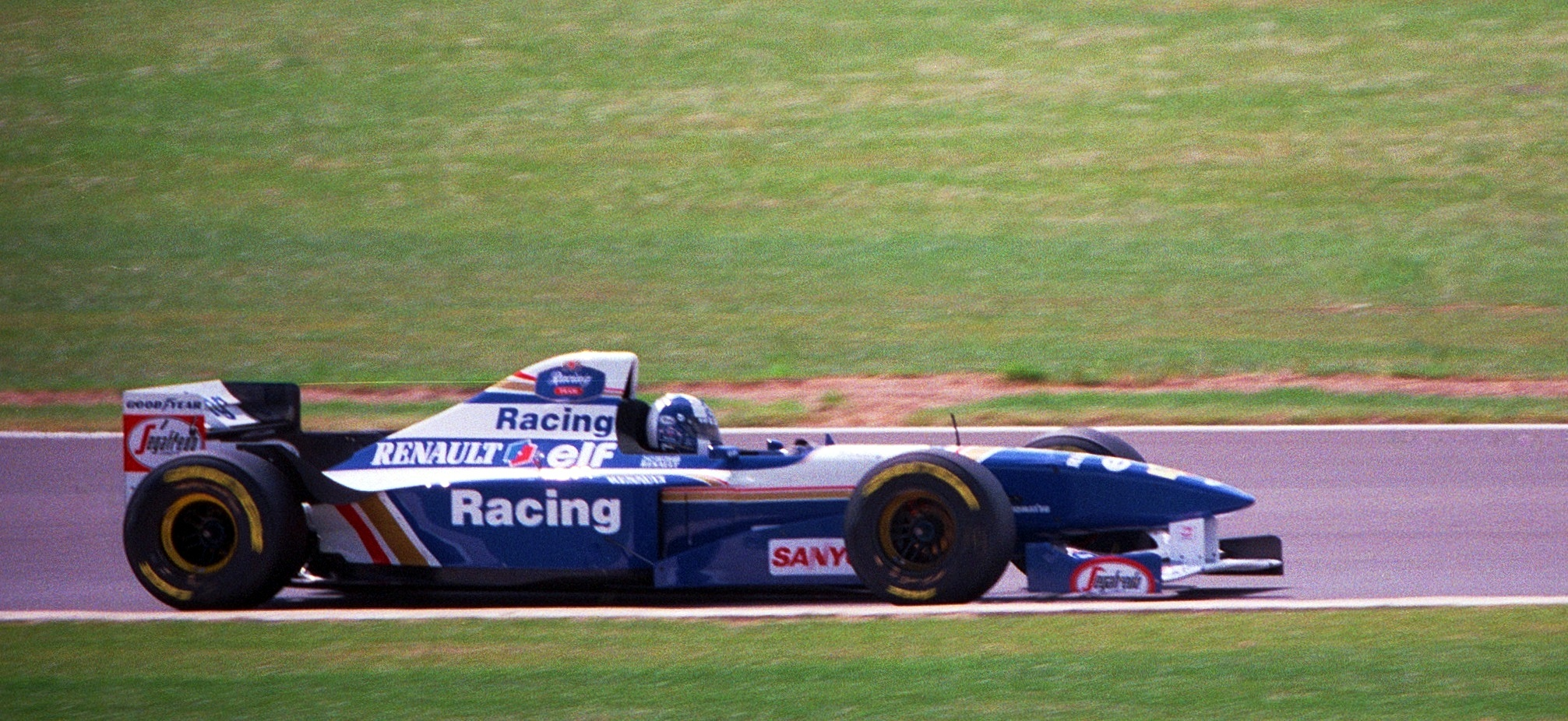
Le Britannique David Coulthard, sur Williams-Renault (ici au GP de Grande-Bretagne 1995), réalise le meilleur temps de la session d'échauffement du dimanche matin.

La session d'échauffement, d'une durée de trente minutes, se déroule le dimanche matin, 1er octobre, de 9 h 30 à 10 h. En raison d'un épais brouillard, le début de la séance est reporté de trente-cinq minutes. Celle-ci se déroule sous une forte pluie et un temps frais, la température n'excède pas les 7 °C.
L'ensemble des pilotes quitte la voie des stands dès le début de la séance mais la majorité d'entre eux rentre au garage après un simple tour d'installation. David Coulthard (Williams) et Massimiliano Papis (Arrows) sont les premiers à effectuer des tours rapides, mais le premier à réaliser un temps de référence est Michael Schumacher, en 1 min 41 s 613, qu'il améliore immédiatement en 1 min 40 s 556. Pendant quelques minutes en milieu de séance, Damon Hill et Michael Schumacher s'emparent successivement de la tête ; le Britannique réplique en 1 min 40 s 139 avant d'être battu par son rival, en 1 min 39 s 714 puis de revenir, en 1 min 38 s 782. À trois minutes du terme, David Coulthard (Williams) réalise le meilleur temps, en 1 min 38 s 378. Gerhard Berger (Ferrari) se classe deuxième, devant Hill et Schumacher,.
Les mauvaises conditions climatiques sont la cause des sorties dans les bacs à graviers de Heinz-Harald Frentzen (Sauber) à deux reprises, de Luca Badoer (Minardi), de Pedro Diniz (Forti) et de Jean Alesi (Ferrari).

## Course

### Déroulement de l'épreuve

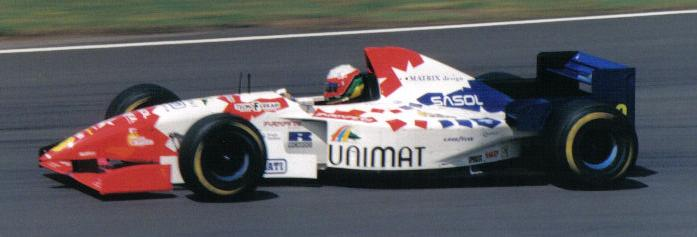
Le départ est reporté de cinq minutes car Massimiliano Papis a calé lors du tour de formation (ici, sa Footworrk FA16 au Grand Prix de Grande-Bretagne 1995).

Sous un ciel couvert perturbé par quelques gouttes de pluie et par une température de 9 °C, 93 000 spectateurs assistent au départ du Grand Prix. La piste demeure humide mais aucune averse n'est annoncée pour la course,. Lors de son tour d'installation, David Coulthard, en aquaplanage, part dans les graviers et cale son moteur. Le mulet Williams FW17B, préparé pour Damon Hill, est adapté en hâte afin qu'il puisse prendre part à la course,.
Le départ de la course, prévu à 14 h, est reporté de cinq minutes parce que le moteur V8 Hart de la Footwork FA16 de Massimiliano Papis cale lors du tour de chauffe ; celui-ci reçoit l'aide des commissaires de course qui poussent sa monoplace afin qu'elle démarre. Roland Bruynseraede, le directeur de course, annule la procédure de départ et organise un nouveau tour de formation. En conséquence, la distance de l'épreuve, réduite d'un tour, est portée à 67 boucles. Toutes les écuries prennent le départ équipées de gommes rainurées adaptées pour la pluie sauf la Scuderia Ferrari et McLaren Racing qui optent pour des pneumatiques slicks,. Les mécaniciens de l'écurie italienne optimisent les performances de la Ferrari 412 T2 sur piste humide en abaissant sa hauteur de caisse et en augmentant son niveau d'appui.
David Coulthard prend un bon départ et conserve la tête au premier virage. Damon Hill, qui fait patiner ses roues, est dépassé par Michael Schumacher, sur Benetton-Renault, et Eddie Irvine, sur Jordan-Peugeot. Ce dernier concède sa position au pilote Williams au moment d'aborder la Veedol Schickane. Rubens Barrichello (Jordan) et Heinz-Harald Frentzen (Sauber-Ford) dépassent la Ferrari de Gerhard Berger ; l'Allemand a pourtant commis un faux départ. Plus loin dans le classement, Papis, qui a repris sa position sur la grille au lieu de partir depuis l'arrière comme il aurait dû le faire après avoir calé, écope d'un stop-and-go de dix secondes au quatrième tour, de même que Frentzen. Taki Inoue (Arrows-Hart) abandonne dès le départ en raison d'une panne électronique,,.

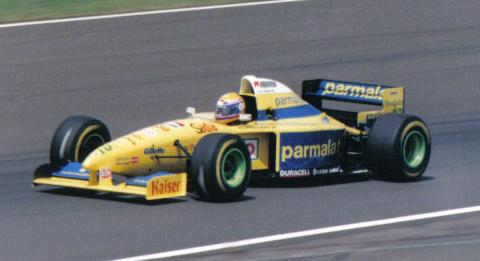
Roberto Moreno, sur Forti FG01-95 (ici au GP de Grande-Bretagne 1995), prend le départ avec deux tours de retard à cause d'un problème de batterie.

Dans les premiers tours de course, Berger et les deux pilotes McLaren dégringolent dans le classement, au point qu'au sixième tour, Mika Häkkinen et Mark Blundell, vingt-et-unième et vingt-deuxième, ne devancent que Jean-Denis Delétraz, sur Pacific-Ford et Roberto Moreno qui s'est élancé depuis la voie des stands avec deux tours de retard en raison d'un problème de batterie déchargée sur sa Forti-Ford. La McLaren MP4/10C n'est pas à l'aise dans des conditions humides tandis que la réponse à l'accélération du moteur Mercedes se montre trop abrupte pour piloter convenablement sous la pluie. Gerhard Berger rétrograde en neuvième position, sa Ferrari étant équipée de pneumatiques mal gonflés, ce qui la déséquilibre et la rend peu maniable. Bien qu'équipé de pneus slicks, Alesi se hisse à la quatrième place après avoir dépassé la Benetton B195 de Johnny Herbert au cinquième tour, puis Eddie Irvine, sur Jordan 195, au huitième tour.
Les pilotes profitent de l'assèchement de la piste pour chausser des gommes slicks à partir du onzième tour. Quatre boucles plus loin, Olivier Panis (Ligier-Mugen-Honda) part en tête-à-queue dans le virage Shell et se retrouve à contre-sens ; moteur calé, il abandonne alors qu'il était quatorzième. Dans le même temps, la McLaren de Mark Blundell, déventée au niveau de la grande côte du circuit, part en tête-à-queue et termine dans les graviers. Alors que les meneurs font une halte aux stands, Jean Alesi prend la tête de la course, devançant Coulthard, Schumacher et Hill d'au moins vingt secondes. Ces deux derniers se dépassent plusieurs fois : au seizième tour, Hill tente de doubler Schumacher dans le virage RTL, dont ils ressortent roue contre roue, avant que le Britannique ne l'emporte. Plus loin, dans la ligne droite des stands, le pilote Benetton reprend l'avantage. Hill retrouve une nouvelle occasion de dépassement dans le virage RTL mais l'Allemand lui ferme la porte : Hill freine tardivement et frôle la monoplace de son rival. À la fin du dix-septième tour, l'essentiel des arrêts aux stands a été observé et le classement se stabilise : Alesi mène devant Coulthard, Schumacher, Hill, Berger et Irvine. Heinz-Harald Frentzen, septième, est le premier pilote hors des points. Au tour suivant, il percute la Forti FG01-95 de Pedro Diniz en tentant de lui prendre un tour, provoquant ainsi son retrait de la course,,,.

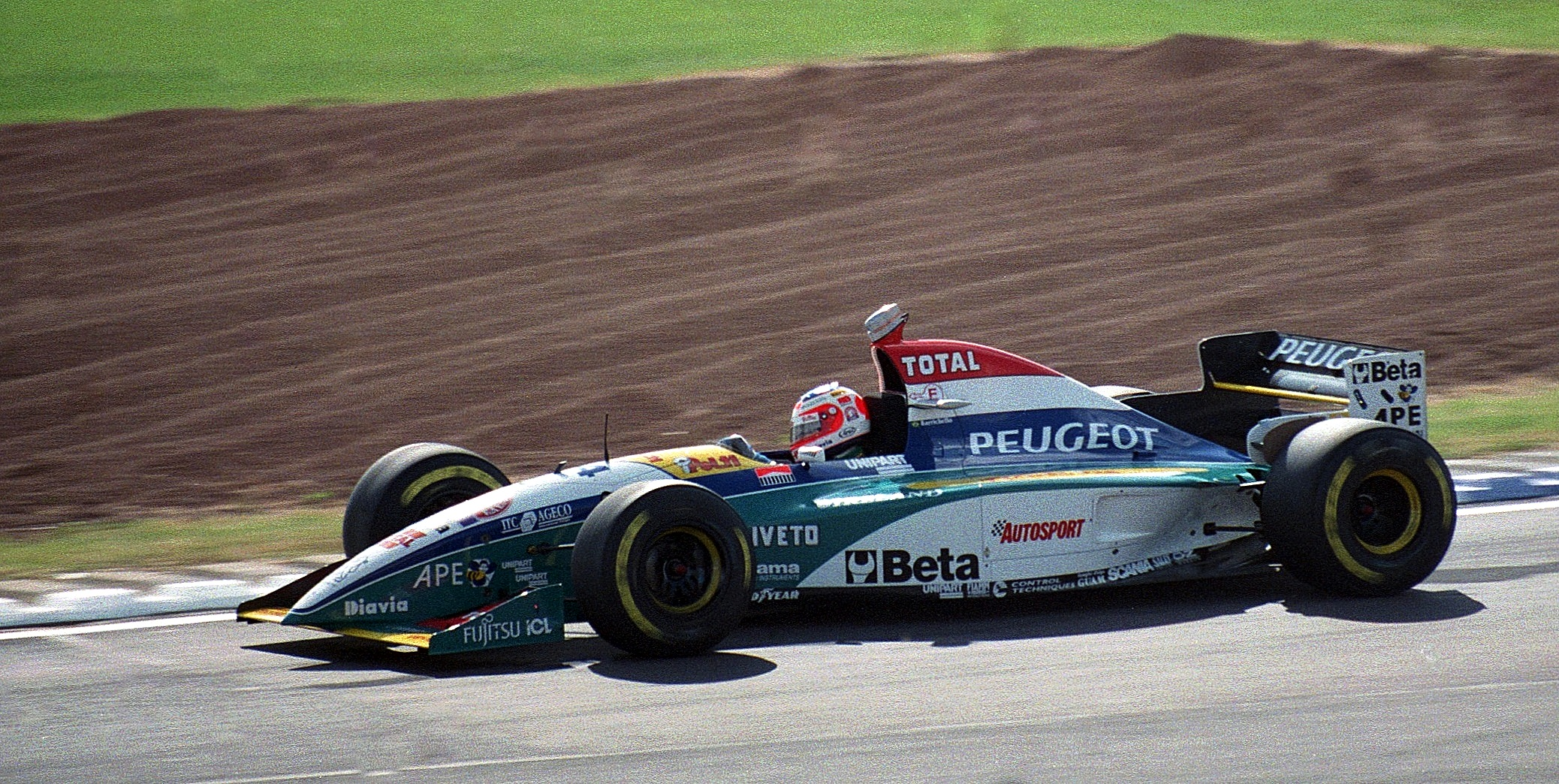
Rubens Barrichello (ici, sa Jordan 195 au GP de Grande-Bretagne 1995), profite de l'accrochage de Herbert et Irvine pour prendre la sixième place. Il termine finalement quatrième.

Coulthard commence à pâtir des problèmes excessifs de survirage de sa Williams et se trouve quatrième, dépassé par Schumacher et Hill au vingt-et-unième et vingt-troisième tours. Plus loin, à la trente-et-unième boucle, Johnny Herbert (Benetton-Renault) tente de dépasser Eddie Irvine par l'intérieur dans la courbe Ford mais le heurte ; les deux Britanniques traversent le bac à sable, ce qui permet à Rubens Barrichello, sur l'autre Jordan, de les doubler et de prendre la sixième place. Herbert repasse par les stands pour changer le museau de sa voiture et ressort treizième, derrière Mika Häkkinen (McLaren-Mercedes),.
Alors que Schumacher et les pilotes Williams sont en lutte pour la deuxième place, Alesi accroît son avance à quarante-cinq secondes. Alesi et Schumacher s'arrêtent au trente-quatrième tour : le pilote Ferrari réalise son unique arrêt-ravitaillement de la course tandis que le pilote Benetton prévoit un troisième arrêt. Alesi ressort devant Hill, deuxième. Ce dernier, en fin de relais et dont la Williams est légère en carburant, rattrape son retard et remonte à hauteur du Français. Au quarantième tour, le Britannique tente une manœuvre de dépassement par l'intérieur dans le virage RTL et retarde son freinage. Alesi lui coupe alors la trajectoire, l'obligeant à mettre deux roues dans l'herbe. Hill accroche le ponton gauche de la Ferrari et perd son aileron avant. Le pilote Williams rejoint son stand au ralenti pour installer un nouvel aileron, perdant trente-deux secondes lors de cet arrêt inopiné ; il ressort quatrième, derrière Coulthard. Dans le même tour, Gerhard Berger observe un deuxième arrêt mais ne repart pas, son moteur succombant à une panne électrique,,,.

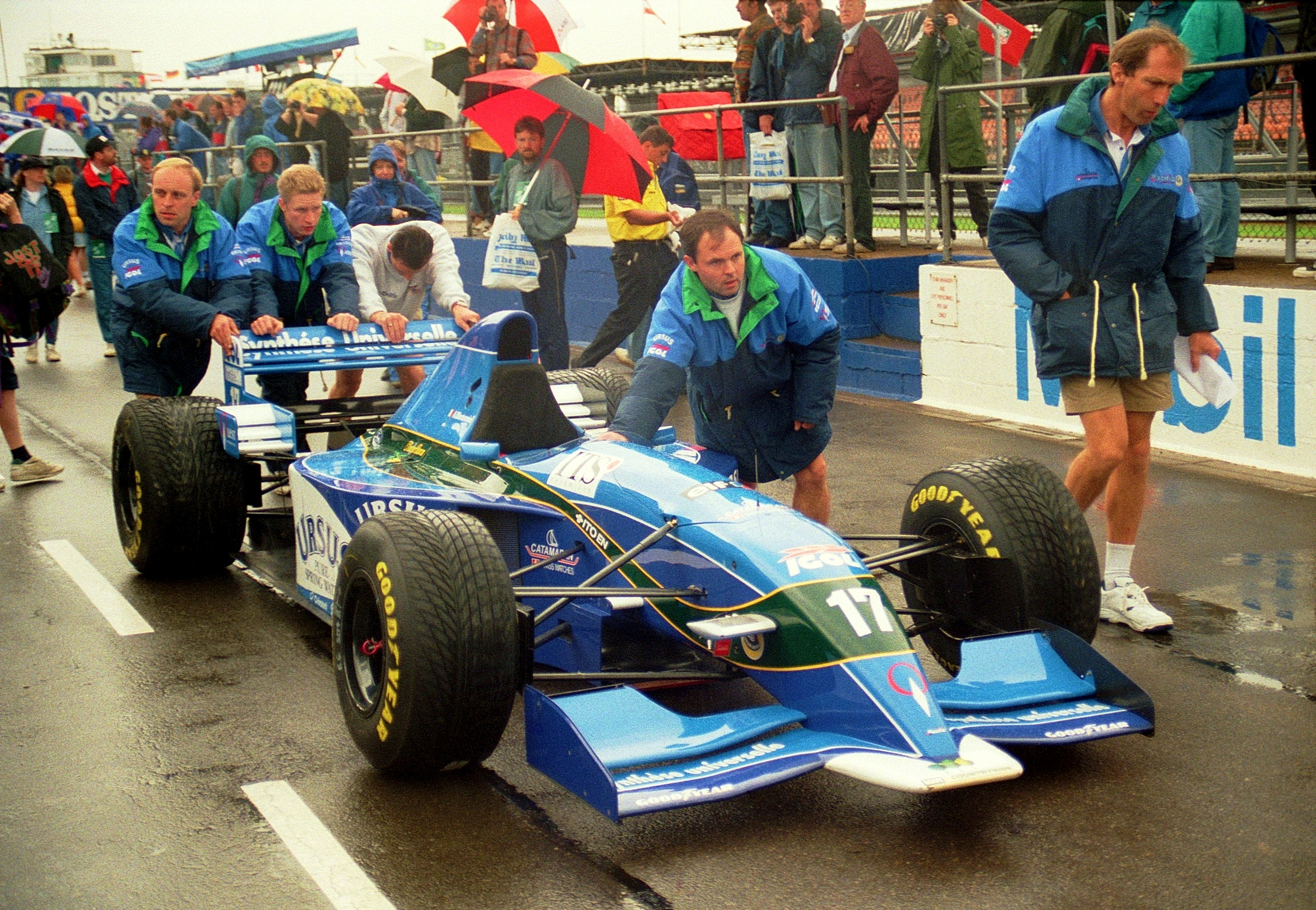
La Pacific PR02 d'Andrea Montermini (ici sur la grille du GP de Grande-Bretagne 1995) tombe en panne d'essence à la suite d'un incident survenu lors de son arrêt aux stands.

En fond de classement, Andrea Montermini rencontre un arrêt aux stands difficile au quarante-deuxième tour. Alors que le pilote Pacific-Ford s'apprête à repartir, Paul Summerfield, le mécanicien chargé du ravitaillement, ne parvient pas retirer le tuyau de carburant qui ne fonctionne pas. Renversé par la roue arrière gauche de la Pacific et projeté au sol, il est transporté à l'hôpital de Bonn, souffrant d'une fracture du fémur gauche, pour y être opéré avant de poursuivre sa convalescence à l'hôpital de Brackley. Montermini tombe finalement en panne d'essence au quarante-cinquième tour alors qu'il était treizième,,,. Dans le même temps, à la Veedol Schickane, Jean-Christophe Boullion, sur Sauber-Ford, percute la Tyrrell-Yamaha de Mika Salo en tentant de le dépasser pour le gain de la dixième place ; le Français part en tête-à-queue et abandonne. Le Finlandais rentre aux stands pour faire changer son aileron avant et un pneu crevé,,.
Schumacher fait un dernier arrêt aux stands au cinquante-deuxième tour, après avoir rattrapé quasiment tout son retard sur Alesi lors de son troisième relais. Il ressort, à plus de dix-neuf secondes du pilote Ferrari mais profite de sa faible charge en essence et de ses gommes neuves pour recoller rapidement à Alesi, dont les gommes sont usées. Au cinquante-huitième tour, le pilote Benetton s'empare du meilleur tour en course, en 1 min 21 s 180, soit 1,7 seconde plus rapide que le meilleur temps d'Alesi, gêné par les attardés de McLaren, Mika Häkkinen et Martin Brundle. En suivant de trop près ce dernier, Alesi dérape dans la Veedol Schickane, traverse l'échappatoire dans l'herbe et perd cinq secondes sur Schumacher qui se retrouve dans son sillage. Au soixante-cinquième tour, l'Allemand tente de le dépasser dans la montée suivant l'épingle Dunlop mais Alesi lui ferme la porte. Schumacher prend alors l'aspiration dans la montée précédant la Veedol Schickane : il se déporte à l'extérieur, freine tardivement et braque autoritairement, obligeant le Français à serrer à gauche. Le pilote Benetton ressort en tête et s'assure de sa septième victoire de la saison après soixante-sept tours et 1 h 39 min 59 s 044 d'effort,,,,.

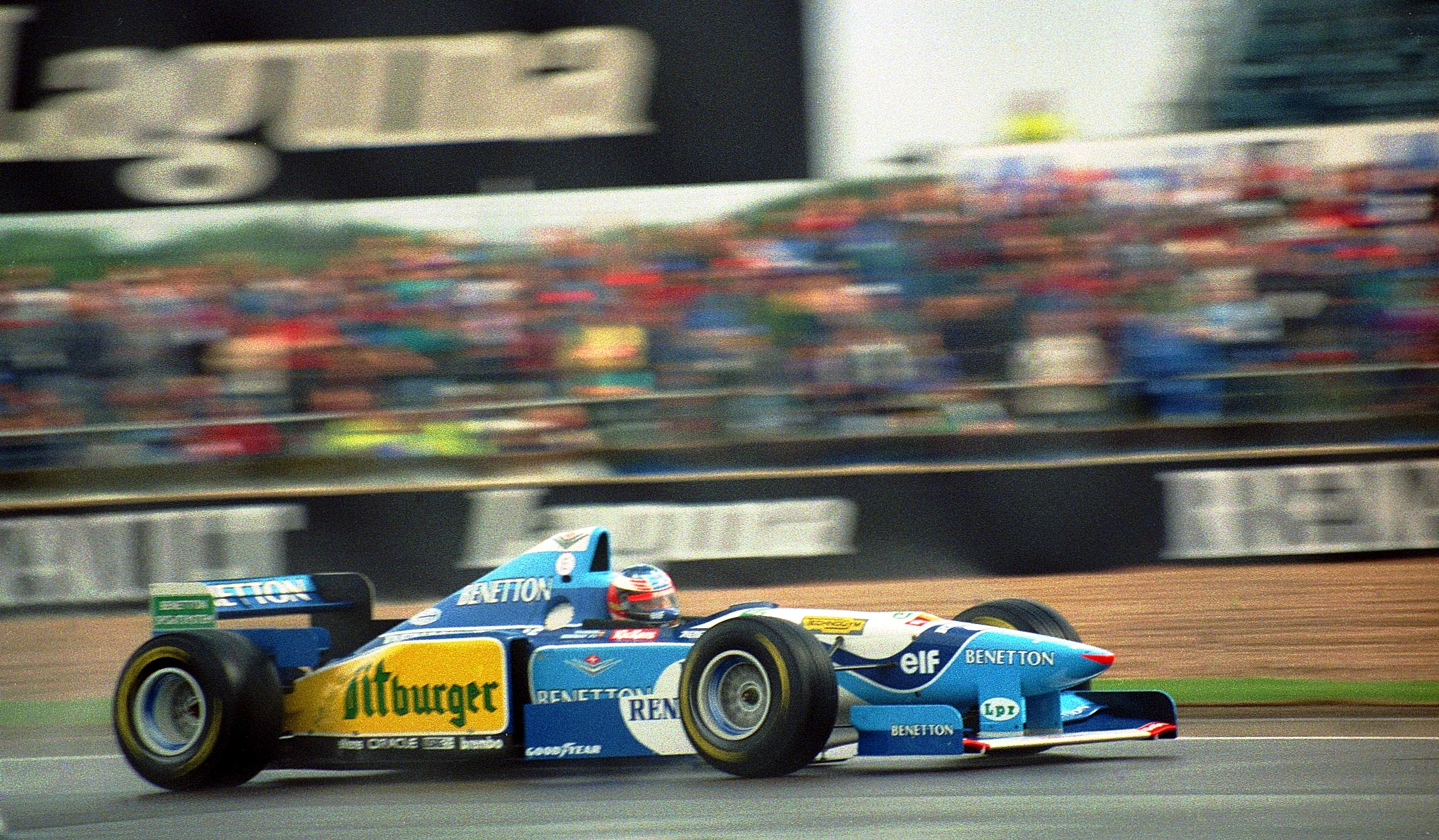
Michael Schumacher, sur Benetton B195 (ici au GP de Grande-Bretagne 1995), remporte le Grand Prix d'Europe 1995.

Hill, au bord de la piste, applaudit la victoire de Schumacher ; le pilote Williams a abandonné à neuf tours de l'arrivée alors qu'il tentait de rattraper son équipier, David Coulthard. En sortant trop large du virage RTL, il est monté sur un vibreur qui a envoyé sa Williams contre un mur de pneus de l'autre côté de la piste. Schumacher tente d'arrêter sa voiture pour raccompagner Hill dans la voie des stands mais ne peut le faire en raison d'un problème d'embrayage. Alesi termine deuxième, à 2,6 secondes, et Coulthard complète le podium, à 35 secondes. Rubens Barrichello, sur Jordan-Peugeot, marque les trois points de la quatrième place, devant Johnny Herbert (Benetton-Renault) et son équipier, Eddie Irvine. En dehors des points, Martin Brundle, sur (Ligier-Mugen-Honda), passe le drapeau à damier en septième position. Mika Häkkinen, huitième à deux tours du vainqueur, représente une grande déception pour Mercedes qui concourt à domicile. Avec trois boucles de retard, les pilotes Minardi, Pedro Lamy et Luca Badoer, terminent neuvième et onzième, encadrant Mika Salo (Tyrrell-Yamaha), dixième. Massimiliano Papis (Arrows-Hart), Pedro Diniz (Forti-Ford), Gabriele Tarquini (Tyrrell-Yamaha) et Jean-Denis Delétraz (Pacific-Ford), qui rallie l'arrivée avec six tours de retard, clôturent le classement,,,.

### Classement de la course
| Pos. | No | Pilote                   | Écurie             | Tours | Temps/Abandon                      | Grille | Points |
| ---- | -- | ------------------------ | ------------------ | ----- | ---------------------------------- | ------ | ------ |
| 1    | 1  | Michael Schumacher       | Benetton-Renault   | 67    | 1 h 39 min 59 s 044 (183,180 km/h) | 3      | 10     |
| 2    | 27 | Jean Alesi               | Ferrari            | 67    | + 2 s 684                          | 6      | 6      |
| 3    | 6  | David Coulthard          | Williams-Renault   | 67    | + 35 s 382                         | 1      | 4      |
| 4    | 14 | Rubens Barrichello       | Jordan-Peugeot     | 66    | + 1 tour                           | 11     | 3      |
| 5    | 2  | Johnny Herbert           | Benetton-Renault   | 66    | + 1 tour                           | 7      | 2      |
| 6    | 15 | Eddie Irvine             | Jordan-Peugeot     | 66    | + 1 tour                           | 5      | 1      |
| 7    | 25 | Martin Brundle           | Ligier-Mugen-Honda | 66    | + 1 tour                           | 12     |        |
| 8    | 8  | Mika Häkkinen            | McLaren-Mercedes   | 65    | + 2 tours                          | 9      |        |
| 9    | 23 | Pedro Lamy               | Minardi-Ford       | 64    | + 3 tours                          | 16     |        |
| 10   | 4  | Mika Salo                | Tyrrell-Yamaha     | 64    | + 3 tours                          | 15     |        |
| 11   | 24 | Luca Badoer              | Minardi-Ford       | 64    | + 3 tours                          | 18     |        |
| 12   | 9  | Massimiliano Papis       | Arrows-Hart        | 64    | + 3 tours                          | 17     |        |
| 13   | 21 | Pedro Diniz              | Forti-Ford         | 62    | + 5 tours                          | 22     |        |
| 14   | 3  | Gabriele Tarquini        | Tyrrell-Yamaha     | 61    | + 6 tours                          | 19     |        |
| 15   | 16 | Jean-Denis Delétraz      | Pacific-Ford       | 60    | + 7 tours                          | 24     |        |
| Abd. | 5  | Damon Hill               | Williams-Renault   | 58    | Accident                           | 2      |        |
| Abd. | 17 | Andrea Montermini        | Pacific-Ford       | 45    | Panne d'essence                    | 20     |        |
| Abd. | 29 | Jean-Christophe Boullion | Sauber-Ford        | 44    | Accident                           | 13     |        |
| Abd. | 28 | Gerhard Berger           | Ferrari            | 40    | Panne électrique                   | 4      |        |
| Abd. | 22 | Roberto Moreno           | Forti-Ford         | 22    | Boîte de vitesses                  | 23     |        |
| Abd. | 30 | Heinz-Harald Frentzen    | Sauber-Ford        | 17    | Accident                           | 8      |        |
| Abd. | 26 | Olivier Panis            | Ligier-Mugen-Honda | 14    | Sortie de piste                    | 14     |        |
| Abd. | 7  | Mark Blundell            | McLaren-Mercedes   | 14    | Sortie de piste                    | 10     |        |
| Abd. | 10 | Taki Inoue               | Arrows-Hart        | 0     | Panne électrique                   | 21     |        |

### Pole position et record du tour
David Coulthard réalise la quatrième pole position de sa carrière, sa quatrième pour le compte de l'écurie Williams,. Cette pole position est la quatre-vingt-troisième de l'écurie Williams F1 Team et la cent-septième pour Renault en tant que motoriste.
Michael Schumacher obtient le vingt-et-unième meilleur tour en course de sa carrière, le vingt-et-unième pour le compte de Benetton. C'est le vingt-huitième meilleur tour en course d'une Benetton et le soixante-dix-septième du motoriste Renault.
- Pole position :  David Coulthard (Williams-Renault) en 1 min 18 s 738 (vitesse moyenne : 208,306 km/h).
- Meilleur tour en course :  Michael Schumacher (Benetton-Renault) en 1 min 21 s 180 au 57e tour (vitesse moyenne : 202,040 km/h).

### Tours en tête
David Coulthard, parti de la pole position, garde la tête de la course jusqu'à son premier arrêt aux stands, au douzième tour. Jean Alesi prend la première place et la conserve jusqu'au soixante-cinquième tour, où il est dépassé par Michael Schumacher,.
- David Coulthard (Williams-Renault) : 12 tours (1-12)
- Jean Alesi (Ferrari) : 52 tours (13-64)
- Michael Schumacher (Benetton-Renault) : 3 tours (65-67)

## Après course

### Michael Schumacher presque titré, Damon Hill sous les critiques

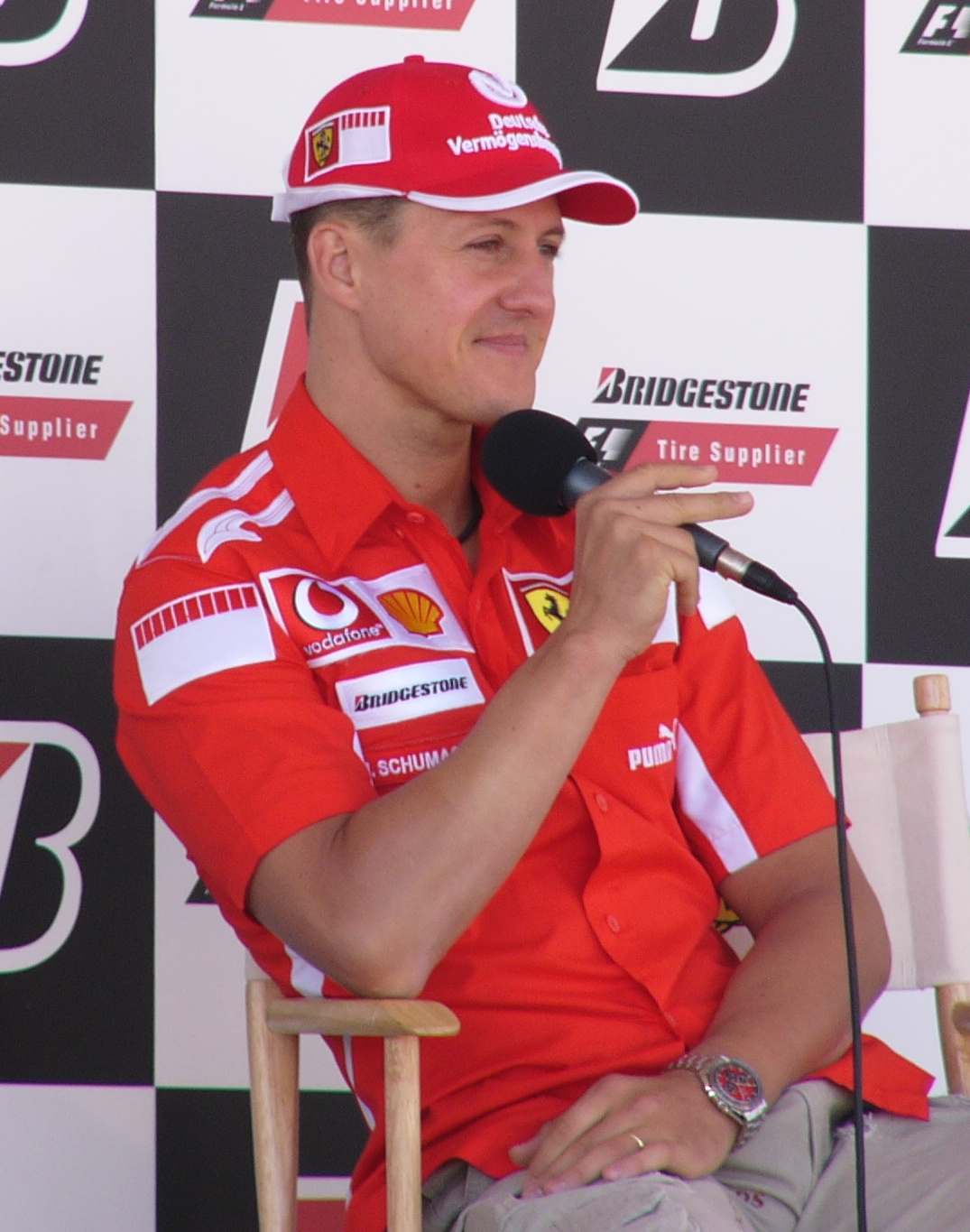
Après sa victoire au Nürburgring, Michael Schumacher (ici en 2005) semble assuré de s'adjuger un deuxième titre de champion du monde consécutif.

Les observateurs considèrent ce Grand Prix d'Europe comme la meilleure course de la saison 1995 et des années précédentes,. Pour le journaliste spécialisé Alan Henry, la performance de Michael Schumacher pourrait marquer un tournant dans lequel l'Allemand « a franchi cette ligne de démarcation indistincte séparant les bons des grands »,. La victoire de Schumacher lui offre vingt-sept points d'avance sur Damon Hill au championnat. Il n'a besoin que de trois points supplémentaires lors des trois dernières manches restantes pour remporter le championnat alors que Hill devrait impérativement gagner les trois prochains Grands Prix. Dans ces conditions, le titre ne semble pouvoir échapper au pilote Benetton,.
Schumacher, heureux de cette victoire à domicile, commente : « Après avoir gagné le Grand Prix d'Allemagne, je ne pensais pas vivre autre chose d'aussi agréable. J'ai aussi triomphé à Monaco, où je vis, et à Spa, à quelques kilomètres de mon village, Kerpen. J'ai tout gagné ! Quand j'ai vu Hill dans le mur, j'ai pensé au championnat, et j'ai calculé qu'avec une deuxième place, je faisais déjà une bonne opération. Mais j'ai vu ces tribunes agitées, me réclamant cette victoire. Alors, j'ai attaqué vraiment fort, et je suis allé chercher Alesi! »
Damon Hill admet déjà sa défaite pour la course au titre mondial, alors qu'il a disposé, tout au long de la saison, d'une Williams-Renault considérée comme la meilleure monoplace du plateau : « Je ne serai probablement pas champion cette année mais mon tour viendra. Ma déception est forte, évidemment. J'ai pourtant fait tout ce qu'il était possible de faire. Je ne ressens aucun regret. Michael a disputé une très belle course et gagne une nouvelle fois à domicile. Je lui tire mon chapeau. Le championnat est effectivement perdu mais je vais tout faire pour gagner les trois prochaines courses. » Pour cette abdication précoce, Hill essuie de nombreuses critiques de la part des observateurs de la discipline. Murray Walker, le commentateur de la Formule 1 sur la BBC, estime que le Britannique n'a pas été assez efficace dans sa lutte face à Michael Schumacher. Sa fragilité psychologique dans sa rivalité qui l'oppose à Schumacher depuis désormais deux ans est également évoquée,,,.
Le pilote Williams est également critiqué pour ses tentatives hasardeuses de dépassement. Michael Schumacher déclare que son adversaire a effectué des « tentatives sans conviction », ce qui l'a conduit à « avoir des ennuis », faisant référence à sa manœuvre au dix-huitième tour quand Hill a frôlé la Benetton de l'Allemand. Jean Alesi lui impute également la responsabilité de son accrochage au quarantième tour : « Je ne sais pas ce qui s'est passé avec Damon. J'ai vu son nez à côté de moi, c'est tout. J'étais sur le côté et il m'a percuté. Il était trop optimiste car normalement on ne peut rien faire dans ce virage. »
Le Conseil mondial du sport automobile de la Fédération internationale de l'automobile se réunit le 19 octobre à la suite de plusieurs incidents survenus au cours de la saison entre Hill et Schumacher, afin de statuer sur la modification de la réglementation sur les dépassements. Finalement, il est simplement rappelé que le Code Sportif International considère que : « Les pilotes sont libres de conduire comme ils le souhaitent à condition qu'ils ne mettent pas délibérément en danger un autre pilote ou ne le bloquent pas à plusieurs reprises dans une ligne droite. »

### Jean Alesi perd la course à trois tours de l'arrivée

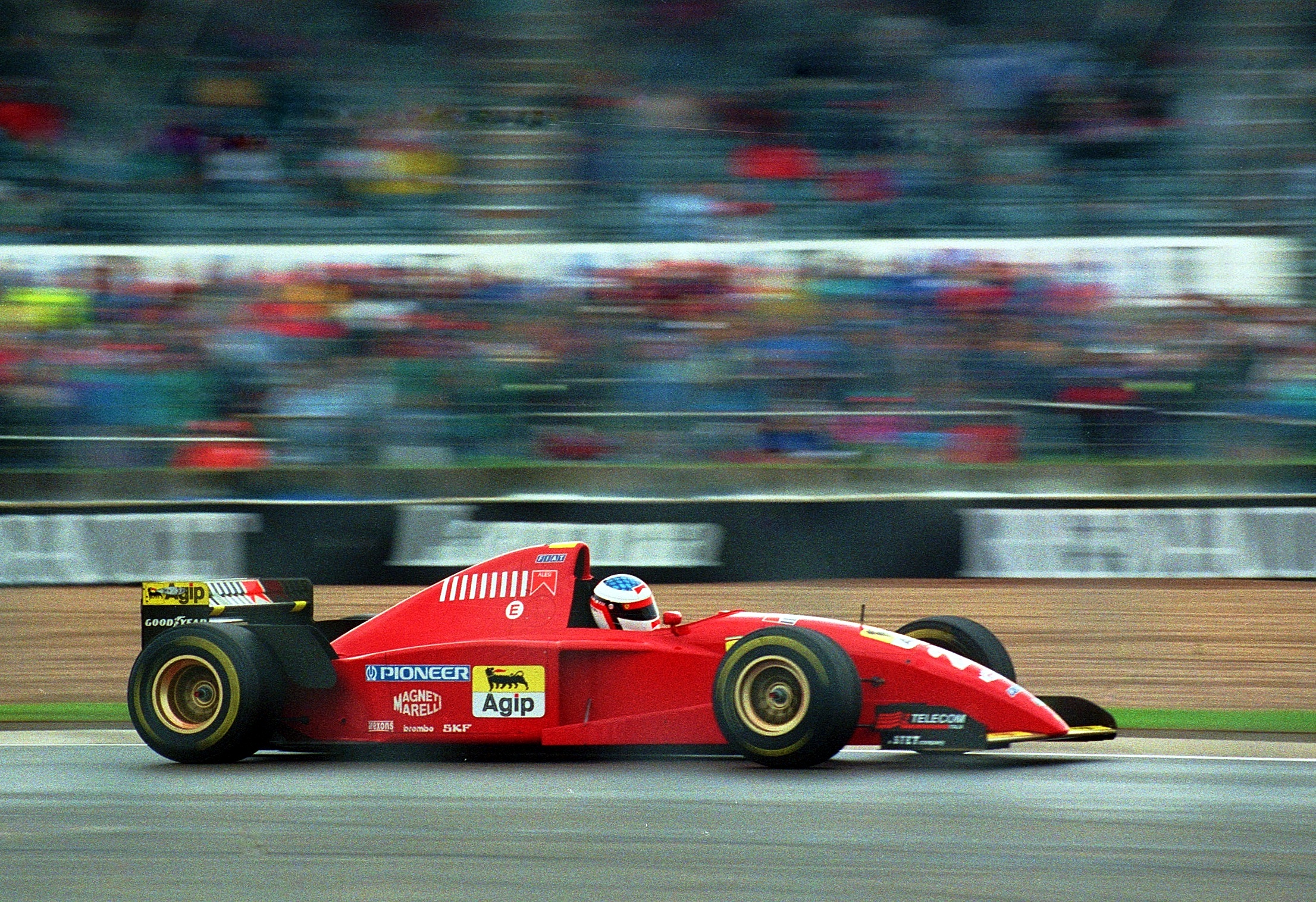
Une stratégie à deux arrêts aurait permis à Jean Alesi de remporter le Grand Prix d'Europe (ici, sa Ferrari 412 T2 au GP de Grande-Bretagne 1995).

Si Jean Alesi retrouve le podium pour la première fois depuis le Grand Prix de Grande-Bretagne 1995 après une course et une stratégie audacieuses, il est critiqué pour avoir laissé échapper la victoire à trois tours de l'arrivée, alors qu'il possédait une solide avance sur Michael Schumacher. John Barnard, le directeur technique de l'écurie italienne, estime que son pilote a été trop hésitant lorsqu'il s'est retrouvé bloqué par les retardataires, une situation que le journaliste Alan Henry juge inexplicable. Le Français se défend et sous-entend que sa stratégie de course à un seul arrêt n'était pas la plus appropriée : « Je suis heureux pour Ferrari et déçu pour moi. Se faire doubler à trois tours de la fin n'est jamais très agréable. Nous avions eu raison de partir en slicks mais ensuite j'ai rencontré quelques petits problèmes, à commencer par des retardataires qui n'ont pas compris l'usage des drapeaux bleus. J'ai dû aussi surveiller ma consommation et appauvrir constamment le mélange. Sur la fin, mes pneus étaient très dégradés,,,. »
Michael Schumacher salue Alesi pour leur duel  : « J'ai déjà eu l'occasion de me battre avec Jean, et j'aime ça. Il est très correct. Il a rendu mon dépassement difficile mais j'en aurais fait de même avec lui. Je sais que je peux lui faire confiance. On s'est touché, mais sans danger. On ne pouvait faire autrement. »

### La débâcle de McLaren-Mercedes à domicile
Le Grand Prix d'Europe constitue une débâcle pour McLaren Racing, dont le motoriste, Mercedes-Benz, disputait sa course à domicile. Devant 9 000 personnes invitées par le constructeur allemand, Mika Häkkinen et Mark Blundell ont opté pour des pneus slicks, comme Jean Alesi, alors que la piste était humide en début d'épreuve. Alors que le Français s'est battu pour la victoire, les pilotes de l'écurie anglaise se sont retrouvés en queue de peloton, à lutter avec les équipes Pacific et les Forti en début d'épreuve. Blundell a rapidement abandonné tandis que Häkkinen termine à une anonyme huitième place. Ron Dennis, le patron de McLaren, prend acte de l'échec du développement de la MP4/10C après deux engagements précipités, alors n'aurait dû être introduite qu'à partir du Grand Prix du Pacifique : « Vous pourriez dire : "Eh bien, vous avez vraiment fait une erreur énorme et stupide." Et tout le monde pourrait naturellement critiquer nos actions. Mais si vous venez juste avec ce que vous aviez lors Grand Prix précédent, votre performance sera la même. Il n'y a pas de magie dans la vie. La seule façon de progresser est de croire en ce que vous essayez d'accomplir et d'essayer de franchir les étapes. Parfois cela vous fera avancer, parfois cela vous fera reculer. » De son côté, Häkkinen estime que la MP4/10C est « impossible à conduire » mais qu'elle a un meilleur potentiel que la MP4/10B, quoique très difficile à exploiter,.

### Résultats des contrôles antidopage de Barrichello et Papis
Le 2 novembre 1995, la Fédération internationale de l'automobile annonce qu'aucun des pilotes soumis aux contrôles antidopage organisés lors des Grands Prix du Portugal et d'Europe n'a été testé positif, de même que Rubens Barrichello et Massimiliano Papis. Le professeur Sid Watkins, le président de la commission médicale et de la sécurité de la Formule 1 auprès de la FIA, explique que l'éphédrine n'a aucun effet sur les performances d'un pilote et suggère dès lors que la discipline n'utilise pas la même liste de produits prohibés que celle établie par le Comité international olympique. De son côté, Max Mosley, le président de la FIA, estime que les craintes de Barrichello et de Papis quant à leur exclusion du Grand Prix d'Europe pour un contrôle antidopage positif, sont « une tempête dans un verre d'eau », arguant qu'ils avaient ingéré des médicaments dans le seul but de se soigner,,.

## Statistiques
Le Grand Prix d'Europe 1995 représente :
- la 4e pole position de sa carrière pour David Coulthard[79] ;
- la 17e victoire de sa carrière pour Michael Schumacher[80] ;
- la 24e victoire pour Benetton en tant que constructeur[81] ;
- la 71e victoire pour Renault en tant que motoriste[82] ;
- le 250e Grand Prix pour le motoriste Renault[83] ;
- le 38e et dernier Grand Prix pour Gabriele Tarquini qui remplaçait Ukyo Katayama blessé après un accident au Portugal[84] ;
- le 3e et dernier Grand Prix pour Jean-Denis Delétraz[85].

Au cours de ce Grand Prix :
- l'arrivée de la course est donnée au 67e tour des 68 prévus initialement en raison de l'annulation de la procédure de départ[86].

## Classements généraux à l'issue de la course
- Note : Benetton et Williams ont été disqualifiés lors du Grand Prix inaugural du Brésil pour utilisation de carburant non conforme à la réglementation de la Formule 1[87]. L'échantillon d'essence prélevé à l'issue de la course ne correspondait pas aux spécifications de l'échantillon témoin fourni à la FIA[88]. Les écuries ont fait appel de cette décision, ce qui a conduit à une annulation de la sanction concernant les pilotes qui ont conservé leurs points, mais un maintien de la pénalité pour les écuries. Benetton a ainsi perdu les 10 points de la victoire de Michael Schumacher et Williams les 6 points de la seconde place de David Coulthard, d'où une différence entre les points obtenus par ces écuries et les totaux des résultats de leurs pilotes[89],[90].

| Pos. | Pilote                   | Écurie             | Points |
| ---- | ------------------------ | ------------------ | ------ |
| 1    | Michael Schumacher       | Benetton-Renault   | 82     |
| 2    | Damon Hill               | Williams-Renault   | 55     |
| 3    | David Coulthard          | Williams-Renault   | 43     |
| 4    | Johnny Herbert           | Benetton-Renault   | 40     |
| 5    | Jean Alesi               | Ferrari            | 40     |
| 6    | Gerhard Berger           | Ferrari            | 28     |
| 7    | Heinz-Harald Frentzen    | Sauber-Ford        | 15     |
| 8    | Mika Häkkinen            | McLaren-Mercedes   | 11     |
| 9    | Rubens Barrichello       | Jordan-Peugeot     | 11     |
| 10   | Mark Blundell            | McLaren-Mercedes   | 10     |
| 11   | Olivier Panis            | Ligier-Mugen-Honda | 8      |
| 12   | Martin Brundle           | Ligier-Mugen-Honda | 7      |
| 13   | Eddie Irvine             | Jordan-Peugeot     | 7      |
| 14   | Jean-Christophe Boullion | Sauber-Ford        | 3      |
| 15   | Mika Salo                | Tyrrell-Yamaha     | 2      |
| 16   | Aguri Suzuki             | Ligier-Mugen-Honda | 1      |
| 17   | Gianni Morbidelli        | Arrows-Hart        | 1      |

| Pos. | Écurie             | Points |
| ---- | ------------------ | ------ |
| 1    | Benetton-Renault   | 112    |
| 2    | Williams-Renault   | 92     |
| 3    | Ferrari            | 68     |
| 4    | McLaren-Mercedes   | 21     |
| 5    | Jordan-Peugeot     | 18     |
| 6    | Sauber-Ford        | 18     |
| 7    | Ligier-Mugen-Honda | 16     |
| 8    | Tyrrell-Yamaha     | 2      |
| 9    | Arrows-Hart        | 1      |